# Liste des ponts médiévaux de France
La liste des ponts médiévaux en France comprend tous les ponts construits entre 500 et 1500 de l'ère commune dans la France actuelle, qui inclut donc les régions qui ne faisaient pas partie de la France au Moyen Âge, telles que la Bourgogne, l'Alsace, la Lorraine et la Savoie. Avec les ponts romains qui subsistent, il existe plus ou moins 700 structures connues en France.

## Tableau de ponts médiévaux

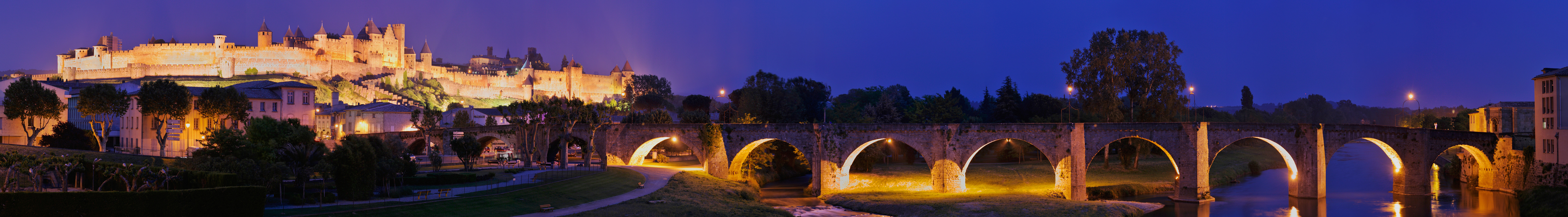
Pont-Vieux de Carcassonne dans l'Aude.

| Emplacement                                                                                              | Département             | Commentaire | Première citation                                      |
| --- | ----------------------- | --- | ------------------------------------------------------ |
| Abbeville                                                                                                | Somme                   | Pont aux Poissons | 1207                                                   |
| Agen | Lot-et-Garonne          | Collecte de fonds autorisée en 1189 ; utilisé à la fin du XIIIe siècle. | 1109                                                   |
| Airvault                                                                                                 | Deux-Sèvres             | Pont du Vernay et pont de Soulièvres, franchissant le Thouet | XIe siècle                                             |
| Albi | Tarn                    | Pont Vieux sur le Tarn | Ca 1035                                                |
| Amboise                                                                                                  | Indre-et-Loire          | Sur l'île d' Or, premier pont de pierre sur la Loire (emporté en 1789) | 1115                                                   |
| Amiens                                                                                                   | Somme                   | Pont de la Bretesque - rebâti en 1431 | 1415                                                   |
| Andelys, Les                                                                                             | Eure                    | Pont associé à l'estacade reliant l'île d'Andely et son fort à la rive droite de la Seine, le tout en contrebas du Château-Gaillard. | 1197                                                   |
| Angers                                                                                                   | Maine-et-Loire          | | 1028                                                   |
| Angoulême                                                                                                | Charente                | Pont de Saint-Cybard (alias Pons Sancti Eparchii) | 1144–1149                                              |
| Arc-en-Barrois                                                                                           | Haute-Marne             | Pont à arche franchissant l'Aujon | 1157                                                   |
| Arcs de Parigny, Les                                                                                     | Vienne                  | | 980                                                    |
| Arc-sur-Tille                                                                                            | Côte-d'Or               | | 1124                                                   |
| Arles | Bouches-du-Rhône        | Pont de bateaux romain au Ier siècle, cité aux IVe et Ve siècles, mais pas à l'époque médiévale ; pont appelé pont de Constantin | Roman                                                  |
| Ars-sur-Moselle                                                                                          | Moselle                 | Arx, Arcus, du fait de l'aqueduc de Gorze à Metz | 881-889                                                |
| Art-sur-Meurthe                                                                                          | Meurthe-et-Moselle      | Arcas in Pago Calvomontense | 770                                                    |
| Auboué                                                                                                   | Meurthe-et-Moselle      | Franchit la rivière Orne | 9999                                                   |
| Aurillac                                                                                                 | Cantal                  | Pont du Buis sur la Jordanne | 1298                                                   |
| Ausque, près Thérouanne                                                                                  | Pas-de-Calais           | Pont sur la Hem | Avant 1178                                             |
| Autun | Saône-et-Loire          | pont Saint-Andoche sur l'Arroux | Ancien et en 1253                                      |
| Auvers-sur-Oise                                                                                          | Val-d'Oise              | | Ancien, aussi en 885                                   |
| Auxance, Pont sur l'                                                                                     | Vienne                  | Franchissement près de Chasseneuil |                                                        |
| Auxerre                                                                                                  | Yonne                   | Version ancestrale du pont Paul-Bert | Ancien et avant 1075                                   |
| Avignon                                                                                                  | Vaucluse                | Pont Saint-Bénezet | 1177–1188                                              |
| Balmes, Les, com. Saint-Paul-d'Izeaux                                                                    | Isère                   | Franchit le ruisseau de Combe Marron | XIVe et XVe siècles                                    |
| Balme en Genevois, La                                                                                    | Haute-Savoie            | Pont sur le ruisseau de Vengeur | 1370                                                   |
| Baudement                                                                                                | Marne                   | Deux ponts | 1203                                                   |
| Bayonne                                                                                                  | Pyrénées-Atlantiques    | Pont Mayou sur la Nive | 1298                                                   |
| Bayonne                                                                                                  | Pyrénées-Atlantiques    | Pont de Bertaco ou Pannecau sur la Nive | 1381                                                   |
| Beaugency                                                                                                | Loiret                  | Ancien pont sur la Loire | Avant 1160–1182                                        |
| Beaumont                                                                                                 | Yonne                   | | Avant 1185                                             |
| Beaumont-sur-Oise                                                                                        | Seine-et-Oise           | | 1143–1145                                              |
| Beaumont-sur-Sarthe                                                                                      | Sarthe                  | | XIIe siècle                                            |
| Beauvais                                                                                                 | Oise                    | | Avant 1122                                             |
| Belcastel                                                                                                | Aveyron                 | Pont sur l'Aveyron, Inscrit MH (1928). |                                                        |
| Bergerac                                                                                                 | Dordogne                | | 1209                                                   |
| Besançon                                                                                                 | Doubs                   | | Ancien et médiéval                                     |
| Béziers                                                                                                  | Hérault                 | | Avant 1209                                             |
| Bigaroque                                                                                                | Dordogne                | Pont sur la Dordogne | 1243                                                   |
| Blanzy                                                                                                   | Saône-et-Loire          | Franchissement de la Bourbince | 1305                                                   |
| Pont du Blau (rivière)                                                                                   | Aude                    | | 1259                                                   |
| Blois | Loir-et-Cher            | | Avant 1078                                             |
| Bognens, pont de                                                                                         | Ain                     | Franchissement du Furans entre Belley et Andert-et-Condon | 1290                                                   |
| Boisseron                                                                                                | Hérault                 | Le pont romain de Boisseron franchit la Bénovie | Roman                                                  |
| Bonevi, près de Lorrez-le-Bocage                                                                         | Seine-et-Marne          | Lieu introuvable - Franchissement du Lunain | 1202                                                   |
| Pont de Bonpas                                                                                           | Vaucluse                | Construit par les frères pontifes pour la chartreuse de Bompas | 1166                                                   |
| Bordeaux                                                                                                 | Gironde                 | | 1292                                                   |
| Boudelin, com. Fontaine                                                                                  | Aube                    | | 1231                                                   |
| Bourges                                                                                                  | Cher                    | Pont vers le vignoble | 1095                                                   |
| Bouvreuil, dans le bailliage de Rouen                                                                    | Seine-Maritime          | Il y avait une Porte Bouvreuil à Rouen | 1334                                                   |
| Bouxières-aux-Dames                                                                                      | Meurthe-et-Moselle      | Pont de Bouxières franchissant la Meurthe | 1073                                                   |
| Brantôme                                                                                                 | Dordogne                | Pont du Monastère | 1474                                                   |
| Breuilpont                                                                                               | Eure                    | Brolium Pontis | 1336                                                   |
| Bréval                                                                                                   | Seine-et-Oise           | Ponts reconstruits dans le territoire de la prévôté | 1202                                                   |
| Brèves                                                                                                   | Nièvre                  | Sur l'Yonne | Gallo-romain                                           |
| Brezolles                                                                                                | Eure-et-Loir            | Pont chartrain sur la Meuvette | Gallo-romain                                           |
| Briare                                                                                                   | Loiret                  | Sur la Loire | Gallo-romain                                           |
| Brières                                                                                                  | Ardennes                | | Gallo-romain                                           |
| Brieulles-sur-Bar                                                                                        | Ardennes                | | Gallo-romain                                           |
| Brieulles-sur-Meuse                                                                                      | Meuse                   | appelé Briodurum aux XIe et XIIe siècles. | XIe siècle                                             |
| Brimeux                                                                                                  | Pas-de-Calais           | | 1292                                                   |
| Brioude                                                                                                  | Haute-Loire             | | Gallo-romain                                           |
| Brioux                                                                                                   | Deux-Sèvres             | Franchissement de la Boutonne | Gallo-romain                                           |
| Briovera, plus tard Saint-Lô                                                                             | Manche                  | Franchissement de la Vire | Gallo-romain                                           |
| Brissac                                                                                                  | Maine-et-Loire          | | Après 1162                                             |
| Brissarthe                                                                                               | Maine-et-Loire          | Pont sur la Sarthe attesté en (866) | Gallo-romain                                           |
| Brives                                                                                                   | Indre                   | | Gallo-romain                                           |
| Brives, com. Mayenne                                                                                     | Mayenne                 | | Gallo-romain                                           |
| Brive-la-Gaillarde                                                                                       | Corrèze                 | | Gallo-romain; VIe siècle                               |
| Brives-sur-Charente                                                                                      | Charente-Maritime       | | Gallo-romain                                           |
| Brivodura                                                                                                | Yonne                   | Voir Pontaubert | 9999                                                   |
| Brivodurum                                                                                               | Eure                    | Voir Pont-Audemer | 9999                                                   |
| Bugue, Le                                                                                                | Dordogne                | Sur la Vézère | 1463                                                   |
| Cahors                                                                                                   | Lot                     | Pont Neuf Pont Valentré | Roman 1251 1308–ca 1355                                |
| Cajarc                                                                                                   | Lot                     | | 1222                                                   |
| Calais                                                                                                   | Pas-de-Calais           | | 1390                                                   |
| Campagnac, com. Sainte-Anastasie                                                                         | Gard                    | Pont Saint-Nicolas de Campagnac | 1261                                                   |
| Carbonne                                                                                                 | Haute-Garonne           | Reconstruction | 1356                                                   |
| Carcassonne                                                                                              | Aude                    | | 1184                                                   |
| Castres                                                                                                  | Tarn                    | Réparations au Pont Bielh et Pont de Navès | 1391                                                   |
| Céret | Pyrénées-Orientales     | Pont du Diable | 1321–1339                                              |
| Chabris                                                                                                  | Indre                   | | Gallo-romain                                           |
| Chalonnes-sur-Loire                                                                                      | Maine-et-Loire          | | 1138–1148                                              |
| Châlons-sur-Marne                                                                                        | Marne                   | | 1164                                                   |
| Chalon-sur-Saône                                                                                         | Saône-et-Loire          | Pont romain en bois sur piles de pierre ; pont Saint-Vincent construit en pierre sur les anciennes piles 1415 | Roman, 1415                                            |
| Charenton                                                                                                | Val-de-Marne            | | Gallo-romain et VIIe siècle                            |
| Charité-sur-Loire, La                                                                                    | Nièvre                  | | 1482                                                   |
| Saint-Prest                                                                                              | Eure-et-Loir            | Pont de Falaise | 1374–1454                                              |
| Chartroussas, com. Roussas                                                                               | Drôme                   | | 1334                                                   |
| Chatain                                                                                                  | Vienne                  | Vieux pont sur la Charente, Inscrit MH (1927) | Moyen Âge                                              |
| Château-Gontier                                                                                          | Mayenne                 | Voir : Vieux Pont | 1080                                                   |
| Châteauneuf-de-Mazenc                                                                                    | Drôme                   | | 1462                                                   |
| Châteauneuf-sur-Sarthe                                                                                   | Maine-et-Loire          | | 1136–1138                                              |
| Château-Thierry                                                                                          | Aisne                   | | 1287                                                   |
| Châtellerault                                                                                            | Vienne                  | | Ca 1060                                                |
| Chaudefonds-sur-Layon                                                                                    | Maine-et-Loire          | | 1451                                                   |
| Chauvigny                                                                                                | Vienne                  | | Ca 1080                                                |
| Cheny | Yonne                   | | Avant 1185                                             |
| Chérisy, près d'Argenteuil                                                                               | Val-d'Oise              | | 1266                                                   |
| Chinon                                                                                                   | Indre-et-Loire          | | 1115–1126                                              |
| Chocques                                                                                                 | Pas-de-Calais           | Pont du château sur la Clarence | 1170–1191                                              |
| Choisy-au-Bac                                                                                            | Oise                    | | 1248                                                   |
| Claix | Isère                   | Consulter : Pont Lesdiguières | 9999                                                   |
| Clamecy                                                                                                  | Nièvre                  | | 1147                                                   |
| Coëmont (Vouvray-sur-Loir)                                                                               | Sarthe                  | | XIe siècle                                             |
| Comines                                                                                                  | Nord                    | | 2e moitié du XIVe siècle                               |
| Compiègne                                                                                                | Oise                    | | Ca 876; aussi en 1112                                  |
| Comporté, communes Saint-Macoux et Saint-Saviol                                                          | Vienne                  | Pont de Compourte | 1432                                                   |
| Condom                                                                                                   | Gers                    | Reconstruit | 1281                                                   |
| Conflans                                                                                                 | Savoie                  | Pont de Conflans, sur l'Arly (table de Peutinger) |                                                        |
| Confolens                                                                                                | Charente                | Sur la Vienne | Ca 1110–1140                                           |
| Conques                                                                                                  | Aude                    | Pont de Vilar | 1083                                                   |
| Corbeil                                                                                                  | Essonne                 | | 1301                                                   |
| Cornil                                                                                                   | Corrèze                 | | 1103                                                   |
| Corre, La, com. Champ-sur-Barse                                                                          | Aube                    | | 1215                                                   |
| Couilly                                                                                                  | Seine-et-Marne          | Voir Pont-aux-Dames - pont franchissant le Grand Morin | 1226                                                   |
| Coulanges-sur-Yonne                                                                                      | Yonne                   | | XIIe et XIIIe siècles                                  |
| Coutances                                                                                                | Manche                  | Au-dessus de la Vire | 1024–1093                                              |
| Cravant                                                                                                  | Yonne                   | | 1368                                                   |
| Creil | Oise                    | | 1415                                                   |
| Cuisery                                                                                                  | Saône-et-Loire          | Sur la Seille | 1350                                                   |
| Decize                                                                                                   | Nièvre                  | | 1225                                                   |
| Dijon | Côte-d'Or               | Pont Arnault ; pont de bois sur l'Ouche | 1395–1396                                              |
| Donchery                                                                                                 | Ardennes                | Pont sur la Meuse | 1322                                                   |
| Dormans                                                                                                  | Marne                   | | 1258–1259                                              |
| Douve, com. Carentan                                                                                     | Manche                  | | 1346                                                   |
| Durtal                                                                                                   | Maine-et-Loire          | | XIe siècle                                             |
| Entraygues                                                                                               | Aveyron                 | Pont Notre-Dame, sur le Lot Pont sur la Truyère | 1269 peut-être XIVe siècle                             |
| Escautpont                                                                                               | Nord                    | Pons Scaldis Scalpons | Table de Peutinger 921                                 |
| Espalion                                                                                                 | Aveyron                 | Pont-Vieux | 1060                                                   |
| Le Monastier                                                                                             | Haute-Loire             | Pont de l'Estaing sur la Gazeille | 1329                                                   |
| Étampes                                                                                                  | Essonne                 | | 1060–1108                                              |
| Évreux                                                                                                   | Eure                    | Pont Saint | 1245                                                   |
| Fénétrange                                                                                               | Meurthe-et-Moselle      | Pons Saravi | Table de Peutinger                                     |
| Ferté-Milon, La                                                                                          | Aisne                   | | 1349                                                   |
| Figeac                                                                                                   | Lot                     | | 1291                                                   |
| Flogny-la-Chapelle                                                                                       | Yonne                   | | 1224                                                   |
| Florent                                                                                                  | Marne                   | Pont de Rêmes | Gallo-romain                                           |
| Fontaine-Daniel, abbaye, com. Saint-Georges-Buttavent                                                    | Mayenne                 | Pont sur la Mayenne, Pont David[Information douteuse] | 1209 1231                                              |
| Fontaine-le-Port                                                                                         | Seine-et-Marne          | | 1204–1205                                              |
| Fouchères                                                                                                | Aube                    | | 1220                                                   |
| Frégère                                                                                                  | Aveyron                 | Voir Najac | 9999                                                   |
| Gaillac                                                                                                  | Tarn                    | | 1256                                                   |
| | Gers                    | Deux ponts sur le Gers | Ca 1060                                                |
| Gien | Loiret                  | | 1458                                                   |
| Gières                                                                                                   | Isère                   | Pont de Gières | XIVe siècle                                            |
| Gisors                                                                                                   | Eure                    | | 1184                                                   |
| Goncelin, entre les communes de Goncelin et Le Touvet                                                    | Isère                   | Pont de Goncelin, sur l'Isère | 1270                                                   |
| Gournay-sur-Marne                                                                                        | Seine-Saint-Denis       | | 1147                                                   |
| Grenade                                                                                                  | Haute-Garonne           | | 1309                                                   |
| Grenoble                                                                                                 | Isère                   | Pont du Drac, à Claix | 1219                                                   |
| Grignan                                                                                                  | Drôme                   | Sur la route de Grillon (Vaucluse) | 1436                                                   |
| L'Île-Bouchard                                                                                           | Indre-et-Loire          | Pont de Saint-Gilles vers L'Île-Bouchard sur la Vienne reconstruit à cette date | 1451                                                   |
| L'Isle-Adam                                                                                              | Val-d'Oise              | | 1415                                                   |
| Îles du Pont, com. Ligugé                                                                                | Vienne                  | Sur le Divan ou le Clain | 1420                                                   |
| Isle-en-Périgord                                                                                         | Dordogne                | Voir Lisle | 9999                                                   |
| Jargeau                                                                                                  | Loiret                  | | XIIIe siècle                                           |
| Jarrie                                                                                                   | Isère                   | Un pont pendant une courte période vers 1310, puis de nouveau un bac | Ca 1310                                                |
| Joigny                                                                                                   | Yonne                   | Existence certaine à partir de cette date | XIIIe siècle                                           |
| Jouars-Pontchartrain                                                                                     | Seine-et-Oise           | | Gallo-romain                                           |
| Juvardeil                                                                                                | Maine-et-Loire          | | 1075                                                   |
| Juvisy                                                                                                   | Seine-et-Oise           | | XIIIe siècle                                           |
| Lagny | Seine-et-Marne          | Détruit à cette date | 1432                                                   |
| Lalinde                                                                                                  | Dordogne                | Péages du pont | 1289                                                   |
| Laval | Mayenne                 | voir Pont Vieux | 1170                                                   |
| Lectoure                                                                                                 | Gers                    | | 1485                                                   |
| Lézigny, com. Mailly-la-Ville                                                                            | Yonne                   | | 1241                                                   |
| Limoges                                                                                                  | Haute-Vienne            | Pont Saint-Martial, pont romain reconstruit Pont Saint-Étienne ; les deux utilisés au XIIe siècle. | Roman XIIe siècle                                      |
| Limoux                                                                                                   | Aude                    | | 1318                                                   |
| Lisle | Dordogne                | Franchissement de la Dronne (p. m. : Pont sur la Dronne à Bourdeilles, Inscrit MH (1987) du 3e quart du XIVe siècle. | 1309                                                   |
| Livron-sur-Drôme                                                                                         | Drôme                   | | 1471                                                   |
| Longpont                                                                                                 | Aisne                   | | 1118                                                   |
| Lorrez-le-Bocage                                                                                         | Seine-et-Marne          | Voir Bonevi - Lieu introuvable - Franchissement du Lunain | 9999                                                   |
| Lorris                                                                                                   | Loiret                  | | 1292                                                   |
| Louviers                                                                                                 | Eure                    | non situé | Ca 1027                                                |
| Lyon | Rhône                   | Pont du Change Pont de la Guillotière | Avant 1050 Commencé ca 1180-1182                       |
| Mâcon | Saône-et-Loire          | Réparé à cette époque | 1362–1367                                              |
| Magny-en-Vexin                                                                                           | Seine-et-Oise           | Deux ponts | 1260                                                   |
| Maguelone                                                                                                | Hérault                 | | Ca 1129– ca 1158                                       |
| Mailly-la-Ville                                                                                          | Yonne                   | Plus tard tombé en ruine faute d'entretien | XIVe siècle                                            |
| Mailly-le-Château                                                                                        | Yonne                   | | XVe siècle                                             |
| Mane | Alpes-de-Haute-Provence | Pont roman de Mane Classé MH (1970) | XIe siècle                                             |
| Mans, Le                                                                                                 | Sarthe                  | Pont Perrin Pont Ysoard ou Ysoir | XIIe siècle 1067–1078                                  |
| Mantes                                                                                                   | Seine-et-Oise           | En 1185, Louis VII confirme un acte de 1121 qui mentionne le pont | 1185                                                   |
| Marcigny                                                                                                 | Saône-et-Loire          | Disparu ensuite | XIIe siècle                                            |
| Marquefave                                                                                               | Haute-Garonne           | | 1413                                                   |
| Marseille                                                                                                | Bouches-du-Rhône        | Pont des Béroards Pont de Velut | 1255 1352 1436                                         |
| Mathefelon, com. Tiercé                                                                                  | Maine-et-Loire          | Réparé à cette date | 1454                                                   |
| Mauléon                                                                                                  | Pyrénées-Atlantiques    | | 1289                                                   |
| Mayenne                                                                                                  | Mayenne                 | Vieux Pont | 1028                                                   |
| Meaux | Seine-et-Marne          | | 991                                                    |
| Melun | Seine-et-Marne          | | 1212                                                   |
| Mende | Lozère                  | Pont Notre-Dame | XIVe siècle                                            |
| Mesnil-Durand, Le                                                                                        | Calvados                | Pont Alerie (=Pontalery) | 1320                                                   |
| Metz | Moselle                 | Pont Saint-Georges Pont des Morts ou Moyen Pont Pont Thiffroy Le Grand Pont des Morts | Avant XIIIe siècle 1222–1223 1222 1245 1240            |
| Meulan                                                                                                   | Seine-et-Oise           | | 1182                                                   |
| Meung | Loiret                  | | XIIIe siècle                                           |
| Mervent                                                                                                  | Vendée                  | Vieux pont des Ouillères | XIIIe siècle ou XVe siècle                             |
| Meyrueis                                                                                                 | Lozère                  | pont des Six Liards | XIIe siècle                                            |
| Mézières                                                                                                 | Ardennes                | Réparations | 1497–1498                                              |
| Millançay                                                                                                | Loir-et-Cher            | | 1387–1389                                              |
| Millau                                                                                                   | Aveyron                 | Pont Vieux pont neuf | Avant 1156 Avant 1286                                  |
| Moissac                                                                                                  | Tarn-et-Garonne         | | 1120                                                   |
| Montargis                                                                                                | Loiret                  | | 1234                                                   |
| Montauban                                                                                                | Tarn-et-Garonne         | | Ca 1336                                                |
| Montélimar                                                                                               | Drôme                   | | 1360                                                   |
| Montereau-Faut-Yonne                                                                                     | Seine-et-Marne          | | Ca 1016–1037                                           |
| Montferrand                                                                                              | Puy-de-Dôme             | | 1308                                                   |
| Montier-en-Der                                                                                           | Haute-Marne             | | 876                                                    |
| Montignac                                                                                                | Dordogne                | Sur la Vézère ; piles de pierre | XIe siècle                                             |
| Montignac-le-Petit                                                                                       | Dordogne                | Sur l'Isle | 1281                                                   |
| Montmorot, faubourg de Lons-le-Saunier                                                                   | Jura                    | | 1439                                                   |
| Montolieu                                                                                                | Aude                    | | 1392                                                   |
| Montouron, paroisse de Mazé                                                                              | Maine-et-Loire          | Franchissement de l'Authion | 1458                                                   |
| Montpellier                                                                                              | Hérault                 | Pont sur le Lez | 1267                                                   |
| Montpon-Ménestérol                                                                                       | Dordogne                | | 1376                                                   |
| Montréal                                                                                                 | Gers                    | | 1411                                                   |
| Montréal                                                                                                 | Yonne                   | Moulin du pont sur le Serein (rivière) | 1204                                                   |
| Montreuil-Bonnin                                                                                         | Vienne                  | Sur la Boivre |                                                        |
| Montreuillon                                                                                             | Nièvre                  | | 1213                                                   |
| Montségur                                                                                                | Ariège                  | | 1265                                                   |
| Moret-sur-Loing                                                                                          | Seine-et-Marne          | | 1499                                                   |
| Motte-de-Bourbon, com. Pouançay                                                                          | Vienne                  | | 1455                                                   |
| Mouy | Oise                    | Franchit le Thérain | 1320                                                   |
| Najac | Aveyron                 | Pont Saint-Blaise sur l'Aveyron Pont de la Frégère, sur l'Aveyron | 1259-1274 1286-1294                                    |
| Nantes                                                                                                   | Loire-Atlantique        | Pont-en-Vertais | XIVe siècle                                            |
| Narbonne                                                                                                 | Aude                    | Pont des Marchands | Roman et 1227                                          |
| Natiaux, com. Avrolles                                                                                   | Yonne                   | Pont des Natiaux, sur l'Armançon | 1147                                                   |
| Negueromieu ou Saint-Hilaire                                                                             | Haute-Garonne           | Voir Toulouse | 9999                                                   |
| Nevers                                                                                                   | Nièvre                  | | 1273                                                   |
| Nîmes | Gard                    | | 1308                                                   |
| Nogent-sur-Seine                                                                                         | Aube                    | | 1319                                                   |
| Norges-le-Pont, com. Norges                                                                              | Côte-d'Or               | | 1276                                                   |
| Nyons | Drôme                   | Pont de Nyons | 1361                                                   |
| Olargues                                                                                                 | Hérault                 | Pont du Diable | XIIe siècle                                            |
| Olla | Isère                   | | XIIIe siècle                                           |
| Orange                                                                                                   | Vaucluse                | | 1368                                                   |
| Orléans                                                                                                  | Loiret                  | | Avant 1176                                             |
| Orthez                                                                                                   | Pyrénées-Atlantiques    | | ca 1254                                                |
| Oulchy-le-Château                                                                                        | Aisne                   | | 1287                                                   |
| Palaminy                                                                                                 | Haute-Garonne           | Emporté par les eaux à cette date | 1388                                                   |
| Pamiers                                                                                                  | Ariège                  | | 1356                                                   |
| Paris | Paris                   | Grand-Pont Petit-Pont Pont aux Meuniers Pont Saint-Michel Pont Notre-Dame | Ancien Après 1296 1378 1412–1416                       |
| Parrigneux (localité disparue), près de Rossillon                                                        | Ain                     | Franchissement du Furans à Rossillon | 1290                                                   |
| Passavant                                                                                                | Marne                   | Pont-levis et Pont aux Vendages | 1287                                                   |
| Périgny-la-Rose                                                                                          | Aube                    | Ponts de Pugny | 1175                                                   |
| Périgueux                                                                                                | Dordogne                | Anciens ponts Pont de pierre Pons Sancti Hilarii | 1206 1363                                              |
| Perpignan                                                                                                | Pyrénées-Orientales     | | 1275                                                   |
| Pessac, Saint-Martin-de-                                                                                 | Gironde                 | Pont dans la résidence de l'archevêque à La Motte-de-Pessac | 1354                                                   |
| Pichaumeix ou Pechaumeix, com. Saint-Mihiel                                                              | Meuse                   | | 1280–1282                                              |
| Pierre-Châtel, com. Virignin                                                                             | Ain                     | Remplacé en 1226 | Ancien, 1226                                           |
| Pierrepont                                                                                               | Aisne                   | Castrum Petraepontis - Franchissement de la Souche | 938, 1165                                              |
| Pierrepont                                                                                               | Calvados                | Petrepons | 1145                                                   |
| Pierrepont, com. Ponchon                                                                                 | Oise                    | Franchissement du ruisseau de Ponchon par le pont Delettre | 1198                                                   |
| Pierrepont-sur-l'Arentèle                                                                                | Vosges                  | | 1302                                                   |
| Poissy                                                                                                   | Yvelines                | Ancien pont de Poissy | 1162                                                   |
| Poitiers                                                                                                 | Vienne                  | Pont Achard, sur la Boivre Pont Joubert Pont Cyprien, sur le Clain Pontneuf (ou Pont de Rochereuil) au bourg de Montierneuf | 1017 1083 1101 1087                                    |
| Pomblin                                                                                                  | Aube                    | Pont Belin | 1287                                                   |
| Pompertuzat                                                                                              | Haute-Garonne           | Itinerarium Burdigalense | 333                                                    |
| Pompierre                                                                                                | Vosges                  | | VIe siècle, 1179                                       |
| Ponant, com. Livet-et-Gavet                                                                              | Isère                   | Pons Nahon | XIVe siècle                                            |
| Ponnesant, com. Saint-Martin-sur-Ouanne                                                                  | Yonne                   | Pons nascentius | 855, 1188                                              |
| Ponrault, com. Migné                                                                                     | Vienne                  | Pons Regales | 993-1029                                               |
| Pons | Charente-Maritime       | | 1242                                                   |
| Pons, Le Grand Logis, com. St.-Pierre-de-Chartreuse                                                      | Isère                   | | XIIe siècle                                            |
| Pons Aerarius ou Ponte Herarum, entre les communes de Bellegarde et Arles                                | Bouches-du-Rhône        | Itinerarium Burdigalense | 333                                                    |
| Pons de Craut                                                                                            | Oise                    | Voir Rochy-Condé | 9999                                                   |
| Pons-de-Rastel, Le, com. Génolhac                                                                        | Gard                    | | 1212                                                   |
| Pons Sancti Hugonis, entre les communes de La Chapelle-du-Bard (Isère) et Arvillard (Savoie)             | Isère, Savoie           | Pont sur le Bens, appelé aujourd'hui Pont-du-Diable | XIVe siècle                                            |
| Pont, Le, com. Peuvert                                                                                   | Aude                    | Pons de Blavo | 1259                                                   |
| Pont | Aveyron                 | | 1484–1489                                              |
| Pont, Le, com. Naucelles                                                                                 | Cantal                  | | 1442                                                   |
| Pont, Le, com. Dienne                                                                                    | Cantal                  | | 1485                                                   |
| Pont, Le, com. Feux                                                                                      | Cher                    | | 1464                                                   |
| Pant, Le, com. Lugny-Champagne                                                                           | Cher                    | | 1302                                                   |
| Pant, Le, com. Moulins-sur-Yèvre                                                                         | Cher                    | | 1484                                                   |
| Pont, Le, communes de Reigny et Saint-Christophe-le-Chaudry                                              | Cher                    | | 1449                                                   |
| Pont, Le, Pralemine ou Saint-Priest, domaine, com. Charenton-du-Cher                                     | Cher                    | Pons Sancti Preijecti | 1319                                                   |
| Pont | Côte-d'Or               | | 937 ou 938, 1257                                       |
| Pont, Le, com. Bligny-sur-Ouche                                                                          | Côte-d'Or               | In molendino de Ponte | 1238                                                   |
| Pont, Le, com. Pont-et-Massène                                                                           | Côte-d'Or               | | 1368                                                   |
| Pont, Le, com. Grignols                                                                                  | Dordogne                | Molendinum dict. de Ponte | 1308                                                   |
| Pont, Le, com. Neuvic                                                                                    | Dordogne                | | 1471                                                   |
| Pont, Le, com. Vallereuil                                                                                | Dordogne                | | 1440                                                   |
| Pont, Le, com. Bailleau-sous-Gallardon                                                                   | Eure-et-Loir            | Pons Petre | 1241                                                   |
| Pont, Chemin de                                                                                          | Eure-et-Loir            | De Vauparfonds à Luisant | XIVe siècle                                            |
| Pont, Le, com. Tharaux                                                                                   | Gard                    | | 1292                                                   |
| Pont, Le, com. Saint-Pal-de-Mons                                                                         | Haute-Loire             | | 1314                                                   |
| Pont, Le, com. Lavoûte-Chilhac                                                                           | Haute-Loire             | | 1288                                                   |
| Pont, Le, com. Herbeys                                                                                   | Isère                   | Ponte Vitreo | XIVe siècle                                            |
| Pont, Le, com. Saint-Pierre-de-Mésage                                                                    | Isère                   | Pons de Rippis et Pons de Romanche | XIIIe siècle                                           |
| Pont, Le, com. Villefontaine                                                                             | Isère                   | | XVe siècle                                             |
| Pont, Moulin du, com. Bazougers                                                                          | Mayenne                 | | 1277                                                   |
| Pont, Moulin du, com. Coussay                                                                            | Vienne                  | Ferme et moulin à vent | 1473                                                   |
| Pont, Le, com. Genouillé                                                                                 | Vienne                  | | 1403                                                   |
| Pont, Le, com. Lhommaizé                                                                                 | Vienne                  | | 1469                                                   |
| Pont, Moulin du, com. Saint-Genest-d'Ambière                                                             | Vienne                  | Sur la Fontpoise (affluent de l'Envigne) | 1474                                                   |
| Pont, Le, com. Saix                                                                                      | Vienne                  | Hostel du Pont | 1476                                                   |
| Pont, Le, com. Dommartin-lès-Remiremont                                                                  | Vosges                  | | 1235                                                   |
| Pont-à-Bucy                                                                                              | Aisne                   | Pons de Nogento Abbatisse | 1170                                                   |
| Pont-à-Chaussy                                                                                           | Moselle                 | Rive gauche de la Nied française Pont aux Loups ou Pont Quinquobeille | 1324 XVe siècle                                        |
| Pont à Couleuvre, Coucy-le-Château-Auffrique                                                             | Aisne                   | Pons de Colovere | 1145                                                   |
| Pontageon, Venteuges                                                                                     | Haute-Loire             | Pontago | 1279                                                   |
| Pontaigon, com. Lhommaizé                                                                                | Vienne                  | Pontum Aigone Pontaigum | 916 1223                                               |
| Pontailler                                                                                               | Côte-d'Or               | Pontiliacus Pons Lindi Dans la villa Pontiliaco | 869 872 1049                                           |
| Pontaix, com. Die                                                                                        | Drôme                   | Mutatio Darentiaca dans l'Anonyme de Bordeaux | 333                                                    |
| Pont Alain, Le, com. Saint-Berthevin                                                                     | Mayenne                 | Le moulin et refoul de Pontalain | 1443                                                   |
| Pont à Luc, communes de Nîmes et Marguerittes                                                            | Gard                    | Pont pour piétons | 1301                                                   |
| Pontamafrey                                                                                              | Savoie                  | Pons Amalfredi | 1190                                                   |
| Pont-à-Mousson                                                                                           | Meurthe-et-Moselle      | | 896, 905, 1230                                         |
| Pont Annet, com. Priziac                                                                                 | Morbihan                | Franchit la rivière du Pont-Rouge | 1431                                                   |
| Pontarcher, com. Ambleny                                                                                 | Aisne                   | De Ponte Archerii | 1320                                                   |
| Pont-Arcy                                                                                                | Aisne                   | Pons de Arserio | 1232                                                   |
| Pontardennes, com. Wizernes                                                                              | Pas-de-Calais           | Pont d'Artengues | 1469                                                   |
| Pontarie, La, com. Saint-Laurent                                                                         | Dordogne                | | 1460                                                   |
| Pontarlier                                                                                               | Doubs                   | Sur le site d'Ariorica dans l'itinéraire d'Antonin | XIIIe siècle                                           |
| Pontarm, com. Assérac                                                                                    | Loire-Atlantique        | De Ponte Armore | XIVe siècle                                            |
| Pont Arnaud, com. Monsec                                                                                 | Dordogne                | | 1373                                                   |
| Pont Arnaud, com. Nîmes                                                                                  | Gard                    | Pont sur un cadereau | 1380                                                   |
| Pontarrane, com. Compagne                                                                                | Aude                    | Moulin de Pontarrana sur l'Aude | 1373                                                   |
| Pontarrou, Le, com. Magrie, sect. A.                                                                     | Aude                    | | 1257                                                   |
| Pont à Sault, com. Dourges                                                                               | Pas-de-Calais           | | 1271                                                   |
| Pont Asquin, com. Wardrecques                                                                            | Pas-de-Calais           | | 1306                                                   |
| Pont Astier, com. Saint-Pal-de-Chalencon                                                                 | Haute-Loire             | | 1163                                                   |
| Pontaubert                                                                                               | Yonne                   | Pons-Herberti | 1167                                                   |
| Pont-Audemer                                                                                             | Eure                    | Brivodurum Duos Pontes Pont-Audemer - non situé | Ancien 715 1027                                        |
| Pont Auffroy, com. Chevru                                                                                | Seine-et-Marne          | Moulin | 1210                                                   |
| Pontaujard, com. Montbrison                                                                              | Drôme                   | Pons Aujart | 1332                                                   |
| Pontault, com. Nottonville                                                                               | Eure-et-Loir            | | 1468                                                   |
| Pontauriol, com. Cassaigne                                                                               | Aude                    | Un ruisseau | 1468                                                   |
| Pont-Authou                                                                                              | Eure                    | Pons Altou - non situé | 1024                                                   |
| Pont Auvray, Le, com. Landivy                                                                            | Mayenne                 | | XIIe siècle                                            |
| Pont-aux-Dames                                                                                           | Seine-et-Marne          | Pont franchissant le Grand Morin | 1226                                                   |
| Pont aux Moines, communes de Chécy et Mardié                                                             | Loiret                  | | 1075                                                   |
| Pont à Vaches, com. Béthune                                                                              | Pas-de-Calais           | | 1215                                                   |
| Pont-à-Vendin                                                                                            | Pas-de-Calais           | | 1024                                                   |
| Pontavert                                                                                                | Aisne                   | Pons Vardius | 1112                                                   |
| Pontazel, com. Bram                                                                                      | Aude                    | | 1315                                                   |
| Pontbagnes                                                                                               | Isère                   | Auparavant près d'Izeaux | XIIIe siècle                                           |
| Pont Barrois, Le, com. Concressault                                                                      | Cher                    | | 1345                                                   |
| Pont Barse, com. Courteranges                                                                            | Aube                    | | 1183                                                   |
| Pontbeau (ancienne dépendance de l'abbaye d'Hautecombe)                                                  | Savoie                  | Un domaine | XIIe siècle                                            |
| Pont-Bellanger                                                                                           | Calvados                | | 1203                                                   |
| Pont Benoist, com. Sainte-Colombe                                                                        | Seine-et-Marne          | Moulin et ancien fief | 1256                                                   |
| Pont Bernard, Le, com. Montmançon                                                                        | Côte-d'Or               | | 1303                                                   |
| Pont Bernard, entre les communes de Beaufin et Aspres-lès-Corps                                          | Isère, Hautes-Alpes     | Sur le Drac | XIVe siècle                                            |
| Pont Besnier, Le, entre les communes de Juigné et Auvers-le-Hamon                                        | Sarthe                  | | 1321                                                   |
| Pont Besse, Le, com. Laveissière                                                                         | Cantal                  | | 1490                                                   |
| Pont Bone, com. Lembras                                                                                  | Dordogne                | | 1373                                                   |
| Pontcallec, com. Berné                                                                                   | Morbihan                | Ruisseau et étang | 1291                                                   |
| Pontcarlet, com. Huez                                                                                    | Isère                   | | XIVe siècle                                            |
| Pont Carpin, communes de Grenoble et Saint-Martin-d'Hères                                                | Isère                   | Sur le ruisseau Grande-Morgne | XIIIe siècle                                           |
| Pontcarré                                                                                                | Seine-et-Marne          | Fief | XVe siècle                                             |
| Pontcerme, com. Coursan                                                                                  | Aude                    | Une ferme ; Pons Septimus | 1352                                                   |
| Pont Cervier, Le, com. Cohade                                                                            | Haute-Loire             | Sur la Vendage | 1323                                                   |
| Pontcharain, com. Theys                                                                                  | Isère                   | Pons Charen | XIIIe siècle                                           |
| Pontcharra                                                                                               | Isère, Savoie           | | XIIIe siècle                                           |
| Pontchartrain                                                                                            | Eure-et-Loir            | Voir Brezolles | 9999                                                   |
| Pontchartrain, com. Saint-Mard-de-Réno                                                                   | Orne                    | | Gallo-romain                                           |
| Pontchartrain                                                                                            | Seine-et-Oise           | Voir Jouars-Pontchartrain | 9999                                                   |
| Pontchâteau                                                                                              | Loire-Atlantique        | | XIe siècle                                             |
| Pont Chauvet, Le, com. La Celle-Condé                                                                    | Cher                    | | 1450                                                   |
| Pont Croissant, com. Montbonnot-Saint-Martin                                                             | Isère                   | | XIVe siècle                                            |
| Pont d'Aby, Le, com. Narbonne                                                                            | Aude                    | Pont sur la route de Narbonne à Capestang | 1329                                                   |
| Pont-d'Ain                                                                                               | Ain                     | | XIIIe siècle ou 1326                                   |
| Pont d'Ainon, com. Plaimpied-Givaudins                                                                   | Cher                    | Franchissement de l'Modèle:Auron (rivière) | 1300                                                   |
| Pont d'Aisy, Le, com. Aisy-sous-Thil                                                                     | Côte-d'Or               | | 1255                                                   |
| Pont d'Ambel - Relie Ambel à Corps                                                                       | Isère                   | Sur la Drac | XIIIe siècle                                           |
| Pont Dandon, com. Molières-sur-Cèze                                                                      | Gard                    | | 1301                                                   |
| Pont d'Anglars                                                                                           | Dordogne                | | 1489                                                   |
| Pont d'Aurel, Le, communes d'Aurel et Vercheny                                                           | Drôme                   | | 1193                                                   |
| Pont d'Authie, com. Jussac                                                                               | Cantal                  | | 1369                                                   |
| Pont d'Avene, com. Gigean                                                                                | Hérault                 | | 1376–1378                                              |
| Pont d'Avord, Le, com. Farges-en-Septaine                                                                | Cher                    | | 1460                                                   |
| Pont de Barangeon, Le, com. Vignoux-sur-Barangeon                                                        | Cher                    | | 1260                                                   |
| Pont de Barret, Le, com. Dieulefit                                                                       | Drôme                   | Locus qui prius dictus est Sayenna et modo dicitur ad Pontem | 956                                                    |
| Pont-de-Beauvoisin, Le                                                                                   | Isère                   | Pontem Castellum | XIe siècle                                             |
| Pont de Brion, communes de Lavars et Roissard                                                            | Isère                   | | XIVe siècle                                            |
| Pont-de-Briques, com. Saint-Léonard                                                                      | Pas-de-Calais           | | 1203                                                   |
| Pont de Camarès                                                                                          | Aveyron                 | | 1311                                                   |
| Pont de Cernon, com. Chapareillan                                                                        | Isère                   | | XIVe siècle                                            |
| Pont de Champ, entre les communes de Jarrie et Champ                                                     | Isère                   | Pont sur la Romanche | XIIIe siècle                                           |
| Pont de Chargy, Le, com. Bannegon                                                                        | Cher                    | | 1350                                                   |
| Pont de Charréas, Charrées, com. Malrevers                                                               | Haute-Loire             | | 1253                                                   |
| Pont-de-Chéruy                                                                                           | Isère                   | | XIIIe siècle                                           |
| Pont de Cognet, entre les communes de Cognet et Saint-Jean-d'Hérans                                      | Isère                   | Pont sur le Drac | XIIIe siècle                                           |
| Pont de Coly, com. Montignac                                                                             | Dordogne                | | 1460                                                   |
| Pont de Cordéac et de Quet-en-Beaumont, au-dessus du village des Gautiers                                | Isère                   | Pons Rumieuf | XIIIe siècle                                           |
| Pont de Coubon, com. Coubon                                                                              | Haute-Loire             | | 1095                                                   |
| Pont de Cros, Le, com. Murat                                                                             | Cantal                  | Pons del Cros apud Muratum | 1289                                                   |
| Pont de Gavet, com. Livre-du-Genet, près de Grenoble                                                     | Isère                   | | Gallo-romain                                           |
| Pont-de-Gennes                                                                                           | Sarthe                  | Le Pont de Gene | 1357                                                   |
| Pont de Gers, com. Vienne                                                                                | Isère                   | | XVe siècle                                             |
| Pont de Jaillon, Le, com. Jaillon                                                                        | Meurthe-et-Moselle      | Le Pont à Jaillons | 1291                                                   |
| Pont de la Beaurone, com. Chancelade                                                                     | Dordogne                | | 1115                                                   |
| Pont de la Bourne, com. Villard-de-Lans                                                                  | Isère                   | | XIVe siècle                                            |
| Pont de la Chartreuse, Le, com. Brives-Charensac                                                         | Haute-Loire             | Parvus Pons | Ca 1210                                                |
| Pont de la Morge, Le, com. Moirans                                                                       | Isère                   | Franchit la Morge | XIVe siècle                                            |
| Pont de la Motte, entre les communes de Avignonet et La Motte-Saint-Martin                               | Isère                   | Franchit le Drac | XIIIe siècle                                           |
| Pont de la Peyre, Le, com. Fanjeaux                                                                      | Aude                    | | 1442                                                   |
| Pont de la Peyre, com. Bergerac                                                                          | Dordogne                | | 1467                                                   |
| Pont de la Raz, com. Valjouffrey                                                                         | Isère                   | | XIVe siècle                                            |
| Pont-de-l'Arche                                                                                          | Eure                    | Prédécesseur du pont de Pont-de-l'Arche de 1954 | Ca 1020                                                |
| Pont de la Reynette, cant. Nîmes                                                                         | Gard                    | Sur la Fontaine | 1380                                                   |
| Pont de la Romanche, com. Le Bourg-d'Oisans                                                              | Isère                   | Pons Medius | XIIIe siècle                                           |
| Pont de l'Enceinte, Le, com. Yssingeaux                                                                  | Haute-Loire             | Moulin et pont sur le Lignon - Pons voc. de la Saynta | 1273                                                   |
| Pont de l'Escure, Le, com. Saint-Flour                                                                   | Cantal                  | La Plancha | 1369                                                   |
| Pont de l'Herbasse, Le, com. Clérieux                                                                    | Drôme                   | | 1468                                                   |
| Pont de Limon, com. Courtomer                                                                            | Seine-et-Marne          | À Pontpierre | 1365                                                   |
| Pont de Livier, Le, com. Bellegarde                                                                      | Gard                    | | 1380                                                   |
| Pont de l'Oula, Le, com. Saint-Pierre-de-Mésage                                                          | Isère                   | | XIVe siècle                                            |
| Pont de Lussac, Le, com. Mazerolles                                                                      | Vienne                  | | XIIe siècle                                            |
| Pont de Maillé, Le, com. Saint-Martin-l'Ars                                                              | Vienne                  | | 1482                                                   |
| Pont de Marne, Le, com. Langres                                                                          | Haute-Marne             | | 854                                                    |
| Pont de Mars, Le, com. Chambon                                                                           | Haute-Loire             | | 1254                                                   |
| Pont de Mœurs, Le, communes de Mœurs et Sézanne                                                          | Marne                   | Le moulin du Pont à Meure | 1493                                                   |
| Pont de Montgnon, com. Juilly                                                                            | Seine-et-Marne          | | 1467                                                   |
| Pont d'Entraygues, Le                                                                                    | Aveyron                 | Voir Entraygues | 9999                                                   |
| Pont de Pierre, Le, com. Morogues                                                                        | Cher                    | | 1457                                                   |
| Pont de Pierre, Le, com. Auxonne                                                                         | Côte-d'Or               | | 1442                                                   |
| Pont de Pierre, hameau de Bellefontaine                                                                  | Vosges                  | | 1436                                                   |
| Pont de Portes, Le, communes de Séchilienne et Saint-Barthélemy-de-Séchilienne                           | Isère                   | Ruines d'un pont sur la Romanche | XIVe siècle                                            |
| Pont de Quaix, com. Quaix                                                                                | Isère                   | Pont sur ruisseau de la Vence | XIVe siècle                                            |
| Pont de Quart, Le, com. Beaumont-lès-Valence                                                             | Drôme                   | | 1483                                                   |
| Pont de Rochefort, Le, com. Alleyras                                                                     | Haute-Loire             | Pont sur l'Allier | 1345                                                   |
| Pont de Roison, Le, entre les communes de Nantes-en-Ratier et Siévoz                                     | Isère                   | | XIIIe siècle                                           |
| Pont-de-Ruan                                                                                             | Indre-et-Loire          | L'ancienne Rotomagus de la Table de Peutinger | VIe siècle, aussi du IXe siècle                        |
| Pont de Saint-Martin, Le, com. Agonac                                                                    | Dordogne                | | 1367                                                   |
| Pont de Saint-Martin, Le, entre les communes de Clelles et Saint-Martin-de-Clelles                       | Isère                   | Pont sur le ruisseau Orbannes | XIVe siècle                                            |
| Pont Saint-Nicolas de Campagnac                                                                          | Gard                    | Voir Campagnac | 9999                                                   |
| Pont des Anjalvis, com. Menet                                                                            | Cantal                  | | 1441                                                   |
| Pont des Échelles, entre les communes d'Entre-deux-Guiers et des Échelles                                | Isère, Savoie           | Pont sur le Guiers Vif | XIIIe siècle                                           |
| Pont de Soirans, com. Soirans-Fouffrans                                                                  | Côte-d'Or               | | 1390-1391                                              |
| Pont d'Estrouilhas, Le, communes d'Aiguilhe et Espaly-Saint-Marcel                                       | Haute-Loire             | Sur la Borne | 1245                                                   |
| Pont de Sumène, com. Blavozy                                                                             | Haute-Loire             | | 1359                                                   |
| Pont d'Etaules, com. Saint-Seine-sur-Vingeanne                                                           | Côte-d'Or               | | 1322                                                   |
| Pont de Tréboul, Le, com. Sainte-Marie                                                                   | Cantal                  | | XVe siècle                                             |
| Pont-de-Vaux                                                                                             | Ain                     | | Ca 1250                                                |
| Pont de Vaux, com. Marly-sous-Issy                                                                       | Saône-et-Loire          | | 1312                                                   |
| Pont de Vaux, com. Millac                                                                                | Vienne                  | | 1451                                                   |
| Pont-de-Veyle                                                                                            | Ain                     | | 1186                                                   |
| Pont de Veyton, Le, entre les communes d'Allevard et Pinsot                                              | Isère                   | Pont sur le ruisseau Veyton | XIIe siècle                                            |
| Pont d'Isalguier                                                                                         | Haute-Garonne           | Voir Toulouse | 9999                                                   |
| Pont d'Iverny, Le, com. Montmirail                                                                       | Sarthe                  | | Ca 969                                                 |
| Pont d'Ognon, Le, com. Homps                                                                             | Aude                    | | 1231                                                   |
| Pont-d'Ouilly                                                                                            | Calvados                | | 1125                                                   |
| Pont du Bœuf, com. Saint-Blaise-du-Buis                                                                  | Isère                   | Pons Boum; Pons de Bos | XIVe siècle                                            |
| Pont du Bourniou, Le, com. Ladinhac                                                                      | Cantal                  | | 1464                                                   |
| Pont-du-Château                                                                                          | Puy-de-Dôme             | | Avant 1151                                             |
| Pont du Diable                                                                                           | Isère, Savoie           | Voir Pons Sancti Hugonis | 9999                                                   |
| Pont du Fieu, Le, com. Saint-Julien-d'Ance                                                               | Haute-Loire             | Sur l'Ance | 1417                                                   |
| Pont du Fort, Le, com. Troarn                                                                            | Calvados                | | 1310                                                   |
| Pont du Gard, com. Remoulins                                                                             | Gard                    | Aqueduc romain au-dessus du Gardon ; appelé Pons de Gartio in 1295 | Romain                                                 |
| Pont du Gy, Le, communes de Duisans et Étrun                                                             | Pas-de-Calais           | Le Pons Duisy | 1364                                                   |
| Pont du Monastère                                                                                        | Dordogne                | voir Brantôme | 9999                                                   |
| Pont du Prat, Le, com. Valjouffrey                                                                       | Isère                   | sur la rivière Bonne | XIVe siècle                                            |
| Pont du Prêtre, Le, com. Valbonnais                                                                      | Isère                   | Pons Sacerdoto | XVe siècle                                             |
| Pont du Roi, com. Tigery                                                                                 | Seine-et-Oise           | Non cité au Moyen Âge - à Lieusaint (commune limitrophe), le pont du Roi est attesté comme fossé confluent du ruisseau des Hauldres | Roman                                                  |
| Pont du Sault, entre les communes de Porcieu-Amblagnieu et Villebois                                     | Isère, Ain              | Pont sur le Rhône | XIVe siècle                                            |
| Pont du Vau, Le, com. Til-Châtel                                                                         | Côte-d'Or               | Molendinum Pontis de Valle | 1203                                                   |
| Pont du Vers, com. St. Chef                                                                              | Isère                   | | XVe siècle                                             |
| Pont-Echanfré                                                                                            | Eure                    | Premier nom de Notre-Dame-du-Hamel : Pons Herchenfret au XIe siècle, puis Beata Marie de Hamilla en 1260 | XIe siècle, 1260                                       |
| Pontécoulant                                                                                             | Calvados                | Pons Escoulandi | XIe siècle                                             |
| Pontempeyrat, com. Craponne-sur-Arzon                                                                    | Haute-Loire             | Pons Empeyra | 1311                                                   |
| Pont-en-Royans                                                                                           | Isère                   | | XIe siècle                                             |
| Pont en Vertais                                                                                          | Loire-Atlantique        | Aujourd'hui à l'intérieur de Nantes | XIVe siècle                                            |
| Pont Érembourg, com. Saint-Denis-de-Méré                                                                 | Calvados                | | 1108                                                   |
| Pont-Évêque                                                                                              | Isère                   | | XIe siècle                                             |
| Pontevin, com. Chatenay-Mâcheron                                                                         | Haute-Marne             | Terra de Pontguayn Pont Vahin | 1219 1240                                              |
| Pont Eyraud, com. Saint-Aulaye                                                                           | Dordogne                | | 1245                                                   |
| Pont-Farcy                                                                                               | Calvados                | | 1278                                                   |
| Pontfaverger                                                                                             | Marne                   | Pons Fabricatus | Début du XIe siècle                                    |
| Pontfère, com. Laveissière                                                                               | Cantal                  | | XVe siècle                                             |
| Pont Flavien, près de Saint-Chamas                                                                       | Bouches-du-Rhône        | | Roman                                                  |
| Pontfol, com. Saint-Michel-de-Lanès                                                                      | Aude                    | | 1353                                                   |
| Pontfrault, com. Château-Landon                                                                          | Seine-et-Marne          | Pons Feraudi | Ca 1090                                                |
| Pontgallet, com. Bazoche-Gouet                                                                           | Eure-et-Loir            | Pons Galeti | 1215                                                   |
| Pont Gibaut, com. Saint-Christophe-le-Chaudry                                                            | Cher                    | Lieu-dit | 1178                                                   |
| Pontgibert, com. Saint-Bérain                                                                            | Haute-Loire             | Pons Gilbert | 1343                                                   |
| Pont Gilbert, com. Torcy                                                                                 | Seine-et-Marne          | Molendinum de Ponte Gilbert | 1263                                                   |
| Pont Givart, communes Orainville et Pignicourt                                                           | Aisne                   | Auménancourt-le-Grand et Auménancourt-le-Petit | 1146                                                   |
| Pontgouin                                                                                                | Eure-et-Loir            | Pons Godonis | 1099                                                   |
| Pont Gras, Rue du, Louviers                                                                              | Eure                    | non situé | 1455                                                   |
| Pont Gros, com. Tullins                                                                                  | Isère                   | | XIVe siècle                                            |
| Pont Hannois, com. La Croix-en-Brie                                                                      | Seine-et-Marne          | | 1270                                                   |
| Ponthaut, com. Allevard                                                                                  | Isère                   | Nemus Pontis Altis | XIVe siècle                                            |
| Ponthaut, communes Saint-Laurent-en-Beaumont et Sousville                                                | Isère                   | | Xe et XIIIe siècles                                    |
| Pont Hémery, Le, com. Brazey-en-Plaine                                                                   | Côte-d'Or               | Pons Haymerici | 1225                                                   |
| Pont Herbert, com. Saint-Clair                                                                           | Manche                  | | 1361–1388                                              |
| Ponthévrard                                                                                              | Seine-et-Oise           | Pons Ebrardi | 1162                                                   |
| Ponthion                                                                                                 | Marne                   | Pontico Pons Ugone Ponteum | Ca 590 Ca 768 1150                                     |
| Pont Honfroy, com. Rouen                                                                                 | Seine-Maritime          | Le nom de cet endroit a disparu - Laissait passer le Ruissel | IVe siècle, ca 1050                                    |
| Ponthouin                                                                                                | Sarthe                  | | XIe siècle                                             |
| Pont Hubault, com. Ruaudin                                                                               | Sarthe                  | | 1270                                                   |
| Pont Hubert, Le, com. Pont-Sainte-Marie                                                                  | Aube                    | | 1154                                                   |
| Pontignol, Le, com. Fanjeaux                                                                             | Aude                    | Ad Pontilhol Ad Pontem de Insula | 1345 1364                                              |
| Pontignol, Le, com. Fonters-du-Razès                                                                     | Aude                    | | 1347                                                   |
| Pontignol, Le, com. Laurac                                                                               | Aude                    | | 1330                                                   |
| Pontignol, Le, com. Narbonne                                                                             | Aude                    | | 1157                                                   |
| Pontignol, Le, com. Villasavary                                                                          | Aude                    | | 1139                                                   |
| Pontigny, com. Condé                                                                                     | Moselle                 | Pont Deniet, sur la Nied | 1339 1404                                              |
| Pontigny                                                                                                 | Yonne                   | Nouveau pont construit avant cette date | Avant 1140                                             |
| Pont Jehan, com. Saint-Lyphard                                                                           | Loire-Atlantique        | | 1413                                                   |
| Pont Julien, près d'Apt                                                                                  | Vaucluse                | Extant | Roman                                                  |
| Pont l'Abbé, com. Sainte-Mère-Église                                                                     | Manche                  | | 1369                                                   |
| Ambrières                                                                                                | Mayenne                 | Pont Landry sur la Varenne | 1209                                                   |
| Pont-la-Ville, com. Châteauvillain                                                                       | Haute-Marne             | | 1196                                                   |
| Pont-lès-Bonfays                                                                                         | Vosges                  | | Xe siècle, 1303                                        |
| Pont-l'Évêque                                                                                            | Calvados                | | XIIe siècle                                            |
| Pont-l'Évêque                                                                                            | Finistère               | | XIIe siècle                                            |
| Pontlevoy                                                                                                | Loir-et-Cher            | Pons leviatus | 1075                                                   |
| Pontlieue, faubourg du Mans                                                                              | Sarthe                  | Pont sur l'Huisne Pontileuga Ad pontem Leuge | 616 Xe siècle, 1212                                    |
| Pont-Long                                                                                                | Pyrénées-Atlantiques    | | 1277                                                   |
| Pontloup, com. Moret-sur-Loing                                                                           | Seine-et-Marne          | Ancien prieuré de Saint-Pierre, dépendant de l'abbaye de Vézelay Pontloe (sur le Loing) Pons Luppae | Ca 1150 1285                                           |
| Pontmain, com. Saint-Ellier                                                                              | Mayenne                 | De Ponte Monii | 1225                                                   |
| PontMarès, Le, com. Saint-André-de-Valborgne                                                             | Gard                    | | 1437                                                   |
| Pontmarsa, com. Villasavary                                                                              | Aude                    | | 1332                                                   |
| Pont Minard, com. Forcey                                                                                 | Haute-Marne             | | 1174                                                   |
| Pontmoulin, com. Chailly-en-Brie                                                                         | Seine-et-Marne          | Molendinum de Pont Morlen | 1132                                                   |
| Pont Neuf, Le, com. Die                                                                                  | Drôme                   | Pont Fract, sur la Drôme | XIIIe siècle                                           |
| Pont Neuf, Le, com. Polignac                                                                             | Haute-Loire             | Le Pont Nou | 1408                                                   |
| Pontoise                                                                                                 | Oise, Seine-et-Oise     | Deux ponts anciens appelés Briva Isarae | Gallo-romain Xe siècle, 1227                           |
| Pontôme, com. Courgains                                                                                  | Sarthe                  | | 1314                                                   |
| Pontorson                                                                                                | Manche                  | Réparations à cette date | 1366                                                   |
| Pontoux                                                                                                  | Saône-et-Loire          | Pons Dubis (table de Peutinger) |                                                        |
| Pont Pastoul Com. Saint-Méard-de-Drône                                                                   | Dordogne                | Sur la Drôme | XIIe siècle                                            |
| Pont Pérant, com. Saint-Laurent-du-Pont                                                                  | Isère                   | Ruines d'un pont sur le Guiers-Mort | XIVe siècle                                            |
| Pontpérier, com. Laurac                                                                                  | Aude                    | | 1432–1519                                              |
| Pont Perrin, moulin, com. Évreux                                                                         | Eure                    | Prédécesseur du pont Saint-Léger sur l'Iton | 1187                                                   |
| Pont Perrin, Le, com. Payroux                                                                            | Vienne                  | Sur le Clain | 1404                                                   |
| Pont Peyrat, com. Neuville sur l'Isle                                                                    | Dordogne                | | 1403                                                   |
| Pont Peyrène, com. Roquevaire                                                                            | Bouches-du-Rhône        | Sur l'Huveaune | 1452                                                   |
| Pontpierre, com. Désertines                                                                              | Mayenne                 | | 1220                                                   |
| Pontpierre                                                                                               | Moselle                 | Rive droite de la Nied allemande | 1332                                                   |
| Pont Pierre, communes Bernay-Vilbert et Courtomer                                                        | Seine-et-Marne          | Sur l' Yères | Ca 1210                                                |
| Pont Pierre, com. Villeblevin                                                                            | Yonne                   | | 1290                                                   |
| Pontpoint                                                                                                | Oise                    | | 1199                                                   |
| Pont-Réan                                                                                                | Ille-et-Vilaine         | Souvenir du nom « pont romain » | Roman                                                  |
| Pont Renard, com. Saint-Pal-de-Chalencon                                                                 | Haute-Loire             | | XIIe siècle                                            |
| Pont Rigault, com. Les Trois-Moutiers                                                                    | Vienne                  | | 1416                                                   |
| Pont Robert, com. Bergerac                                                                               | Dordogne                | | 1460                                                   |
| Pont Roide, com. Meaux                                                                                   | Seine-et-Marne          | Sur la Marne ; Farinarium super fluvium Maternam ad Pontem rapidum | IXe siècle                                             |
| Pont Rouft, Le, com. Aiguesvives                                                                         | Gard                    | Ad Pontem Ruptum, ad Pontem Fractem | 1299                                                   |
| Pont Rouge, com. Allemond                                                                                | Isère                   | Pont sur la Romanche | XIVe siècle                                            |
| Pont Rougier, com. Chomelix                                                                              | Haute-Loire             | Sur l'Arzon ; pont détruit | 1404                                                   |
| Pont Roumieu, com. Saint-Germain-et-Mons                                                                 | Dordogne                | | 1290                                                   |
| Pont Rousseau, com. Rezé                                                                                 | Loire-Atlantique        | | 1135                                                   |
| Pont Roux, com. Rouillac                                                                                 | Charente                | | 1075–1101                                              |
| Pont Royal, com. Chapareillan                                                                            | Isère                   | Sur le col du Glandon | XIVe siècle                                            |
| Ponts, Les Cinq, com. Neuvic                                                                             | Dordogne                | Un fief | 1490                                                   |
| Ponts, com. Eu                                                                                           | Seine-Maritime          | Franchissement de la Bresle | 1181–1189                                              |
| Pont-Sainte-Maxence                                                                                      | Oise                    | | 779                                                    |
| Pont-Saint-Esprit                                                                                        | Gard                    | Pont du Saint-Esprit | Begun 1265                                             |
| Pont Saint-Laurent, com. Saint-Laurent-du-Pont                                                           | Isère                   | Pont sur le Guiers-Mort | XVe siècle                                             |
| Pont Saint-Mamet, com. Douville                                                                          | Dordogne                | Franchissement de la Crempse | 1310                                                   |
| Pont-Saint-Mard                                                                                          | Aisne                   | | 1296                                                   |
| Pont Saint-Martin, entre les communes de Saint-Christophe-sur-Guiers (Isère) et Saint-Christophe (Savoie | Isère, Savoie           | Pont sur le Guiers-Vif | XVe siècle                                             |
| Pont Saint-Martin, communes Saint-Michel-les-Portes et Saint-Martin-de-Clelles                           | Isère                   | Sur le ruisseau Saint-Michel | XIVe siècle                                            |
| Pont-Saint-Martin                                                                                        | Loire-Atlantique        | | 1179                                                   |
| Pont Saint-Ours, com. Coulanges-lès-Nevers                                                               | Nièvre                  | | 1251                                                   |
| Pont-Saint-Pierre                                                                                        | Eure                    | | 911–1066                                               |
| Pont-Saint-Vincent                                                                                       | Meurthe-et-Moselle      | | 1177                                                   |
| Pont-Sanguèze, com. Vallet                                                                               | Loire-Atlantique        | | 1454                                                   |
| Pont-Scorff, près com. Cléguer                                                                           | Morbihan                | | 1280                                                   |
| Ponts-de-Cé, Les                                                                                         | Maine-et-Loire          | Probablement déjà là au temps de Jules César | Gallo-romain, aussi au XIe siècle                      |
| Pont Séchier, com. Livet-et-Gavet                                                                        | Isère                   | Sur la Romanche | XIVe siècle                                            |
| Pont Ségur, com. Mizoën                                                                                  | Isère                   | Sur la Romanche | XVe siècle                                             |
| Pont-sur-Madon                                                                                           | Vosges                  | | 1409                                                   |
| Pont-sur-Meuse                                                                                           | Meuse                   | | 1106                                                   |
| Pont-sur-Seine                                                                                           | Aube                    | Duodecim Pontes | 574, 864; attesté en 1153                              |
| Pont-sur-Vanne                                                                                           | Yonne                   | | 1159                                                   |
| Pont-sur-Yonne                                                                                           | Yonne                   | | 833, XIIIe siècle                                      |
| Pont Taulad, com. Cailhau                                                                                | Aude                    | Nom d'un fief | 1166                                                   |
| Pont Thibout, Le, hameau de Francheville                                                                 | Eure                    | | 1255                                                   |
| Pont Tranchêtu, communes Fontenay-sur-Eure et Nogent-sur-Eure                                            | Eure-et-Loir            | | Ca 1117                                                |
| Pontus, près de com. Véronnes                                                                            | Côte-d'Or               | | 815                                                    |
| Pontvallain                                                                                              | Sarthe                  | De ponte Valani | 1098                                                   |
| Pontvianne, com. Solignac-sous-Roche                                                                     | Haute-Loire             | | 1293                                                   |
| Pontvien, Le, com. Livré                                                                                 | Mayenne                 | Capellam de Pont-Viviani | 1184                                                   |
| Pont-Vieux, com. Pont-de-Veyle                                                                           | Ain                     | Pont de Veyle | XIVe siècle                                            |
| Pontvray, com. Sillery                                                                                   | Marne                   | Pons Varensis Pont Veroit | Ca 850 1227                                            |
| Pont Yblon, hameau de Bonneuil-en-France                                                                 | Seine-et-Oise           | | 1093                                                   |
| Pont Ysoir, Le                                                                                           | Sarthe                  | Voir Mans, Le | 9999                                                   |
| Porte-Joie                                                                                               | Eure                    | Pont tournant | 1198                                                   |
| Puy-de-Pont, com. Neuvic                                                                                 | Dordogne                | | 1203                                                   |
| Radepont                                                                                                 | Eure                    | Rotomagus dans l'itinéraire d'Antonin mais Radipons en 1034 | 1034                                                   |
| Régennes, Les, com. Appoigny                                                                             | Yonne                   | | 1145                                                   |
| Remi | Somme                   | Voir Sailly | 9999                                                   |
| Rennepont                                                                                                | Haute-Marne             | Renepons | Ca 1172                                                |
| Ribemont                                                                                                 | Aisne                   | Pro pontibus de Ribermont | 1248                                                   |
| Riom | Puy-de-Dôme             | Pont de Nonette | 1303                                                   |
| Ris, Le, com. Varennes-lès-Nevers                                                                        | Nièvre                  | | 1343                                                   |
| Robertière, La, près de Saint-Georges-sur-Eure                                                           | Eure et Loir            | | 1346                                                   |
| Rochelle, La                                                                                             | Charente-Maritime       | | 1202                                                   |
| Rochemaux                                                                                                | Vienne                  | Sur la Charente | Ca 1080                                                |
| La Roche-Posay                                                                                           | Vienne                  | Sur la Creuse | 1175                                                   |
| Rochy-Condé                                                                                              | Oise                    | Pons de Craut, prope villam de Conde | 1292                                                   |
| Romans, entre les communes de Romans et de Bourg-de-Péage                                                | Drôme                   | Pont sur l'Isère | du milieu du XIe siècle                                |
| Romorantin                                                                                               | Loir-et-Cher            | | 1336                                                   |
| Pont Charles-Martel (com. La Roque-sur-Cèze)                                                             | Gard                    | Sur la Cèze | XIIIe siècle                                           |
| Laroquebrou                                                                                              | Cantal                  | | 1281–1282                                              |
| Roquecourbe                                                                                              | Tarn                    | Sur l'Agout; réparations | 1317                                                   |
| Rouanne, près de Nanteuil-le-Haudouin                                                                    | Oise                    | | XIIIe siècle                                           |
| Rouen | Seine-Maritime          | | Début du XIe siècle                                    |
| Sablé-sur-Sarthe                                                                                         | Sarthe                  | | XIIIe siècle                                           |
| Sailly[Où ?], entre les communes de Remi[Quoi ?] et Sailly                                               | Somme                   | | 1236                                                   |
| Saint-Affrique                                                                                           | Aveyron                 | Sur la Sorgues | Avant 1368                                             |
| Saint-Antonin                                                                                            | Tarn-et-Garonne         | Sur l'Aveyron | 1358                                                   |
| Saint-Astier                                                                                             | Dordogne                | | 1293                                                   |
| Saint-Bertin, près Saint-Omer                                                                            | Pas-de-Calais           | Sur l'Aa | 1177-1187                                              |
| Saint-Cloud                                                                                              | Seine-et-Oise           | | 1411                                                   |
| Saint-Denis                                                                                              | Seine-Saint-Denis       | Pont Maubert Pont la Reyne De ponte de Trecines entre Saint-Denis et Montque | 1138 1233 Reconstruit peu de temps avant 1247          |
| Sainte-Menehould                                                                                         | Marne                   | Pont de Berges Pont de la Villeneuve Pont de Gier | 1287                                                   |
| Saintes                                                                                                  | Charente-Maritime       | | Avant 1201                                             |
| Saint-Flour                                                                                              | Cantal                  | pont sur l'Ander pour joindre la banlieue Deux autres ponts sur l'Ander pour desservir des moulins : Pont de Roueyre Pont du Colombier | Avant 1250 XIIIe siècle En construction en 1273        |
| Saint-Généroux                                                                                           | Deux-Sèvres             | | XIIIe siècle                                           |
| Saint-Geniez                                                                                             | Aveyron                 | | 1356                                                   |
| Saint-Geniez (Martigues)                                                                                 | Bouches-du-Rhône        | Hôpital du pont de Saint-Geniez | Avant 1211                                             |
| Saint-Guilhem-le-Désert                                                                                  | Hérault                 | Au-dessus du Gouffre-Noir de l'Hérault | 1031–1048                                              |
| Saint-Jean-d'Angély                                                                                      | Charente-Maritime       | Un pont voisin sur la Charente fut le théâtre d'un combat cette année-là | 1380                                                   |
| Saint-Julien, com. Pierry                                                                                | Marne                   | | 1239                                                   |
| Saint-Laurent-du-Pont                                                                                    | Isère                   | | XIVe siècle                                            |
| Saint-Lô                                                                                                 | Manche                  | Autrefois appelé Briovera | Gallo-romain                                           |
| Saint-Maixent                                                                                            | Deux-Sèvres             | Pont Charraut | 1366                                                   |
| Saint-Marceau                                                                                            | Sarthe                  | | XIIe siècle                                            |
| Saint-Maur-des-Fossés                                                                                    | Val-de-Marne            | | 1205                                                   |
| Saint-Nicolas de Campagnac                                                                               | Gard                    | Voir Campagnac | 9999                                                   |
| Saint-Omer                                                                                               | Pas-de-Calais           | Tous les ponts sur fleuve Aa entre Saint-Omer et Gravelines | 1350                                                   |
| Saint-Pierre-de-Maillé                                                                                   | Vienne                  | Sur la Gartempe | 1485                                                   |
| Saint-Pierre-du-Pont Neuf, com. Beaumont-sur-Sarthe                                                      | Sarthe                  | | XIIe siècle                                            |
| Saint-Pourçain                                                                                           | Allier                  | En construction au cours de ce siècle | XIVe siècle                                            |
| Saint-Quentin                                                                                            | Aisne                   | | 1237                                                   |
| Saint-Savin sur Gartempe                                                                                 | Vienne                  | | Peut-être XIIe ou XIIIe siècle                         |
| Saint-Secondin                                                                                           | Vienne                  | | 1329                                                   |
| Saint-Thibaut                                                                                            | Loiret                  | Voir Sully-sur-Loire | 9999                                                   |
| Salbris                                                                                                  | Loir-et-Cher            | Franchissement de la Sauldre | Gallo-romain                                           |
| Salon | Bouches-du-Rhône        | | 1374                                                   |
| Salonnes                                                                                                 | Meurthe-et-Moselle      | | 950                                                    |
| Saturargues                                                                                              | Hérault                 | | Avant 1140                                             |
| Saumur                                                                                                   | Maine-et-Loire          | | Avant 1162                                             |
| Savines                                                                                                  | Hautes-Alpes            | | XIVe siècle                                            |
| Séchilienne                                                                                              | Isère                   | Ecclesia de S. Martini de Ponte-Roso | Xe siècle                                              |
| Sens | Yonne                   | | Roman, 519, 1145                                       |
| Saran | Loiret                  | Réparations à cette date | 1387–1389                                              |
| Serrières                                                                                                | Ardèche                 | | 1251                                                   |
| Seyssel, entre les communes de Seyssel (Ain) et Seyssel (Haute-Savoie)                                   | Ain, Haute-Savoie       | Au-dessus du Rhône ; un pont à cet endroit entre 1300 et 1322 environ | ca 1300–ca 1322                                        |
| Sommières                                                                                                | Gard                    | Sur la Vidourle, Réparé au Moyen Âge | Roman                                                  |
| Sône, La, entre les communes de La Sône et Saint-Just-de-Claix                                           | Isère                   | | XIIIe siècle                                           |
| Sorgues                                                                                                  | Vaucluse                | | 1125                                                   |
| Sospel                                                                                                   | Alpes-Maritimes         | | Peut-être XIe siècle                                   |
| Sully-sur-Loire                                                                                          | Loiret                  | | Ancien, 1318                                           |
| La Suze-sur-Sarthe                                                                                       | Sarthe                  | | XIIIe siècle                                           |
| Taillebourg                                                                                              | Charente-Maritime       | Cum pratis amoenis et ponte optimo | 1242                                                   |
| Tarascon                                                                                                 | Bouches-du-Rhône        | Pont vers le château des comtes d'Anjou | 1448                                                   |
| Tennie                                                                                                   | Sarthe                  | | Ca 1216                                                |
| Terrasson-Lavilledieu                                                                                    | Dordogne                | | 1233                                                   |
| Terride-en-Gimoës, com. Saint-Georges                                                                    | Gers                    | | 1295–1314                                              |
| Thouars                                                                                                  | Deux-Sèvres             | | XIIIe siècle                                           |
| Thourotte                                                                                                | Oise                    | | XIIIe siècle                                           |
| Tocane-Saint-Apre                                                                                        | Dordogne                | Pont de Pardutz | 1150                                                   |
| Tonnerre                                                                                                 | Yonne                   | Plusieurs ponts | 1241                                                   |
| Toulouse                                                                                                 | Haute-Garonne           | Vieux pont attesté Pont de la Daurade ou Nouveau Pont Pont de Las Clèdes Pont de Bazacle Ponts sur l'Hers : Pont de Périole et Pont de Velours | 1152 Avant 1181 1218 Avant 1219 1282                   |
| Tournon                                                                                                  | Ardèche                 | Sur le Doux | Commencé en 1351                                       |
| Tours | Indre-et-Loire          | Sur la Loire : le pont d'Eudes Sur le Cher | 1031–1037 1172–1178                                    |
| Treix | Haute-Marne             | Reconstruit à cette date | 862                                                    |
| Trilbardou sur Marne                                                                                     | Haute-Marne             | Voir Treix | 9999                                                   |
| La Trinité-Victor                                                                                        | Alpes-Maritimes         | Anciennes piles du pont du Moulin d'Ezé |                                                        |
| Troyes                                                                                                   | Aube                    | Pont Sainte-Marie Pont de la Salle Pont Saint-Hubert Pont en Bourbereau (franchit la Vienne) Pont des Cailles au-dessus d'un canal Le grand pont des Moulins-aux-Monts et le pont Martinot Pont de Sancey Pont de Saint-Parres-aux-Tertres et Pont de Fouchy | Roman, 1136 1157 1154 1374 XIIIe siècle 1416 1433 1431 |
| Tugny-et-Pont                                                                                            | Aisne                   | | 1197                                                   |
| Uzès | Gard                    | | Ca 860                                                 |
| Vaas | Sarthe                  | Réparé à cette date | 1382                                                   |
| Vabres                                                                                                   | Aveyron                 | Sur le Dourdou | 1302 ou 1277                                           |
| Valence                                                                                                  | Drôme                   | | 1214                                                   |
| Varennes-sur-Allier                                                                                      | Allier                  | | 1258                                                   |
| Verdun                                                                                                   | Meuse                   | | VIe siècle                                             |
| Verlhac-Tescou                                                                                           | Tarn-et-Garonne         | | 1306                                                   |
| Vermenton                                                                                                | Yonne                   | Au-dessus de la Cure | 1238                                                   |
| Vernay                                                                                                   | Deux-Sèvres             | Voir Airvault | 9999                                                   |
| Vernon                                                                                                   | Eure                    | Le Vieux Ponta fonctionné jusqu'en 1859. | Avant 1223                                             |
| Vicq-sur-Gartempe                                                                                        | Vienne                  | | 1285                                                   |
| Victot-Pontfol                                                                                           | Calvados                | Ponsfolli, Pons Stulti | 1297                                                   |
| Vieille-Brioude                                                                                          | Haute-Loire             | Sur l'Allier | 1340                                                   |
| Vieillevie                                                                                               | Cantal                  | | 1218                                                   |
| Vienne                                                                                                   | Isère                   | Pont Saint-Martin | 1251                                                   |
| Villefranche-de-Belvès                                                                                   | Dordogne                | | 1357                                                   |
| Villemanoche                                                                                             | Yonne                   | | 823                                                    |
| Villeneuve-sur-Lot                                                                                       | Lot-et-Garonne          | | 1282                                                   |
| Villeneuve-sur-Yonne                                                                                     | Yonne                   | | 1186                                                   |
| Villerest                                                                                                | Eure                    | | 1260                                                   |
| Vitry-le-François                                                                                        | Marne                   | Deux ponts, un vers le château | 1267                                                   |
| Vivonne                                                                                                  | Vienne                  | Legs pour réparer le pont | 1264                                                   |
| Vizille                                                                                                  | Isère                   | Emporté par les eaux à cette date | 1336                                                   |
| Vouvant                                                                                                  | Vendée                  | Vieux pont de Vouvant, appelé localement « pont roman » | XIIIe siècle ou XIVe siècle                            |
| Warneton                                                                                                 | Nord                    | | 1093–1111                                              |
| Rodez | Aveyron                 | Pont de La Guioule-sous-Rodez sur l'Aveyron | 1320                                                   |

## Galerie

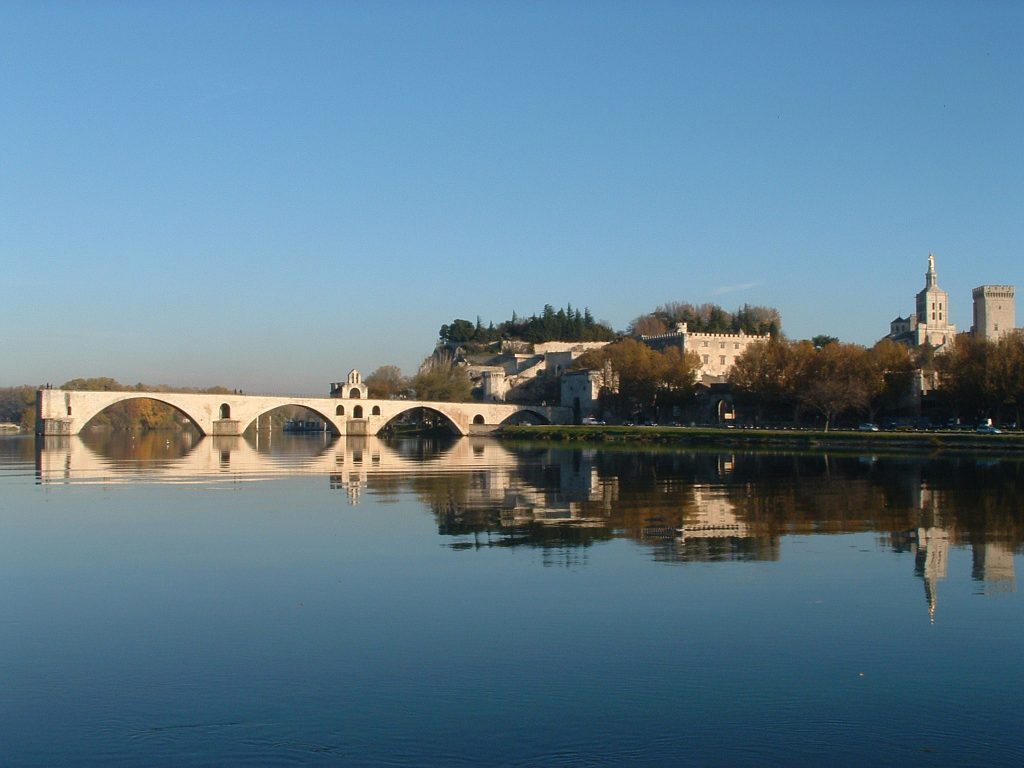
Pont Saint-Bénezet (1177–1188) Avignon dans le Vaucluse
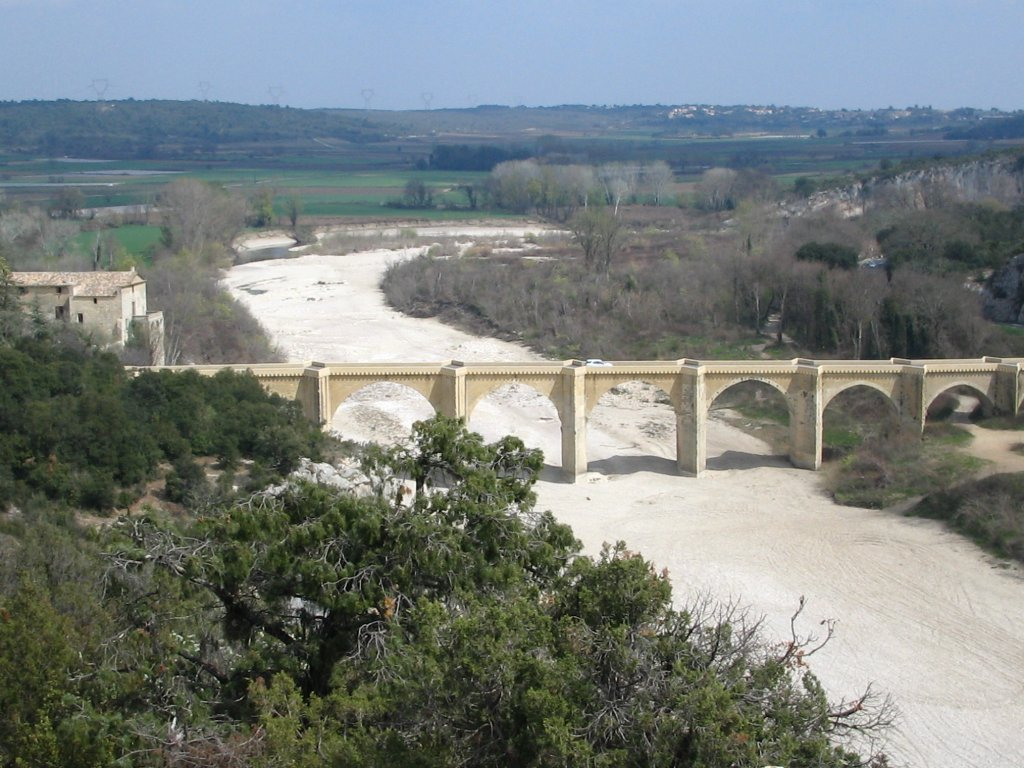
Pont Saint-Nicolas de Campagnac (1261) Sainte-Anastasie dans le Gard
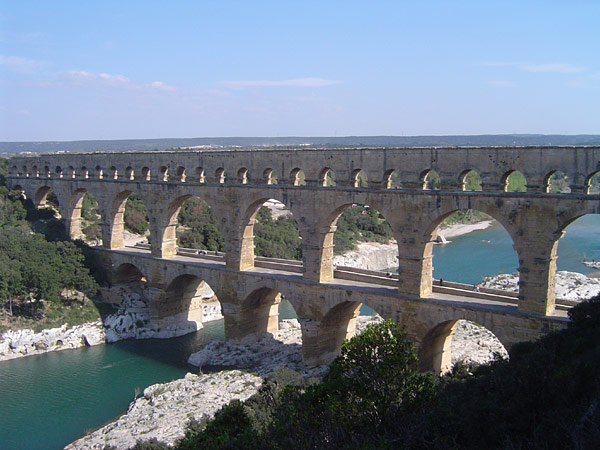
Pont du Gard Remoulins dans le Gard
Pont à Albi (env. 1035) dans le Tarn
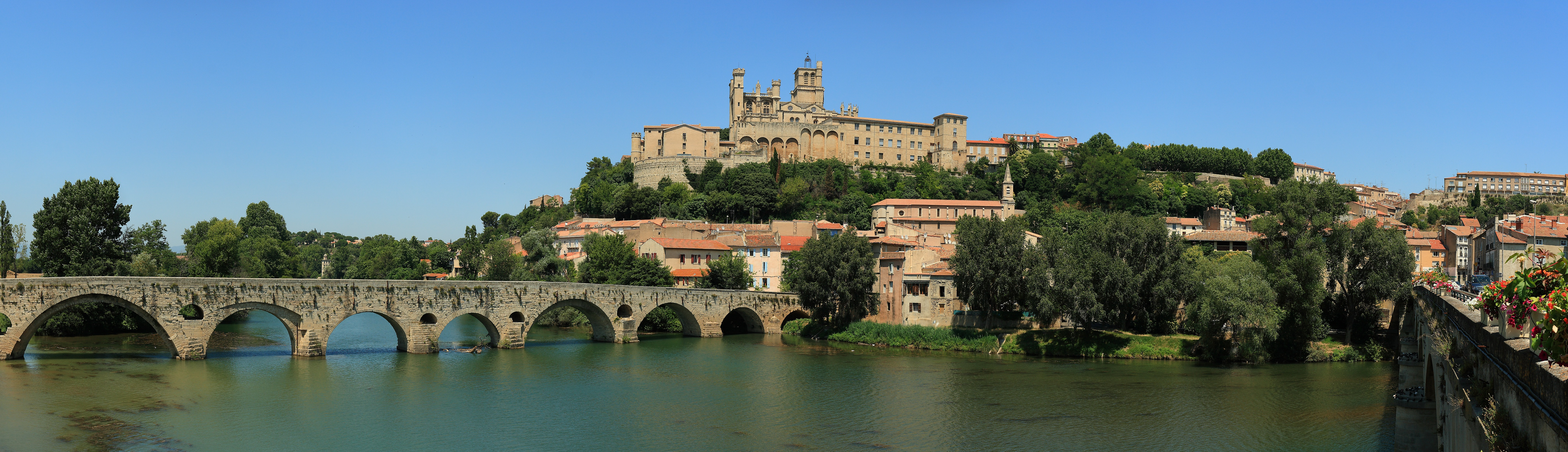
Pont à Béziers (avant 1209) dans l'Hérault
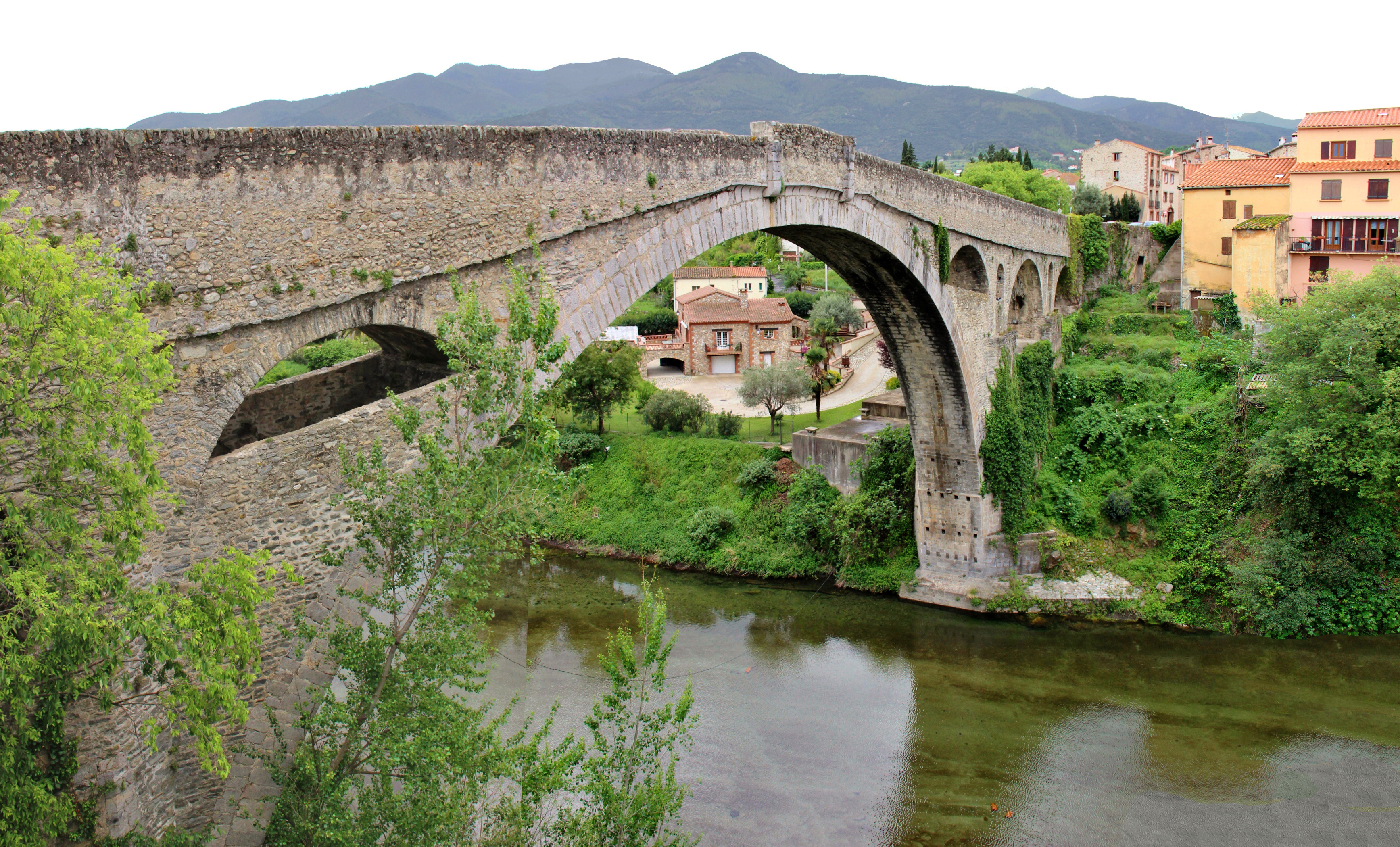
Pont du Diable (1321–1339) à Céret dans les Pyrénées-Orientales
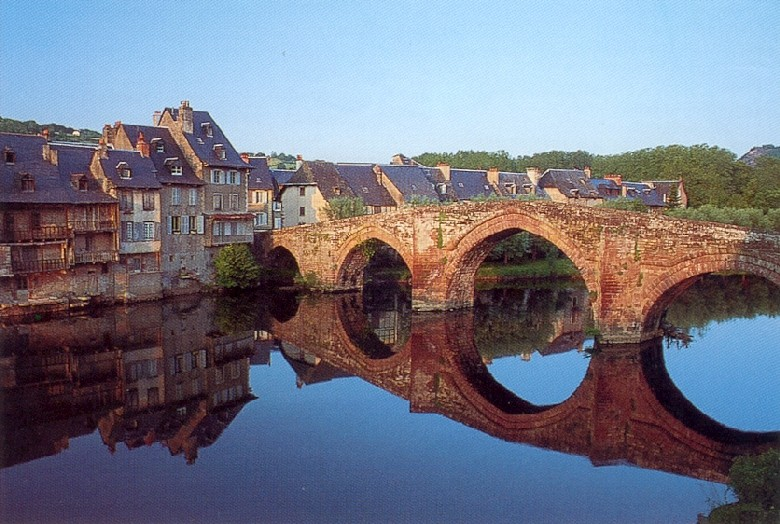
Pont-Vieux à Espalion (1060) dans l'Aveyron
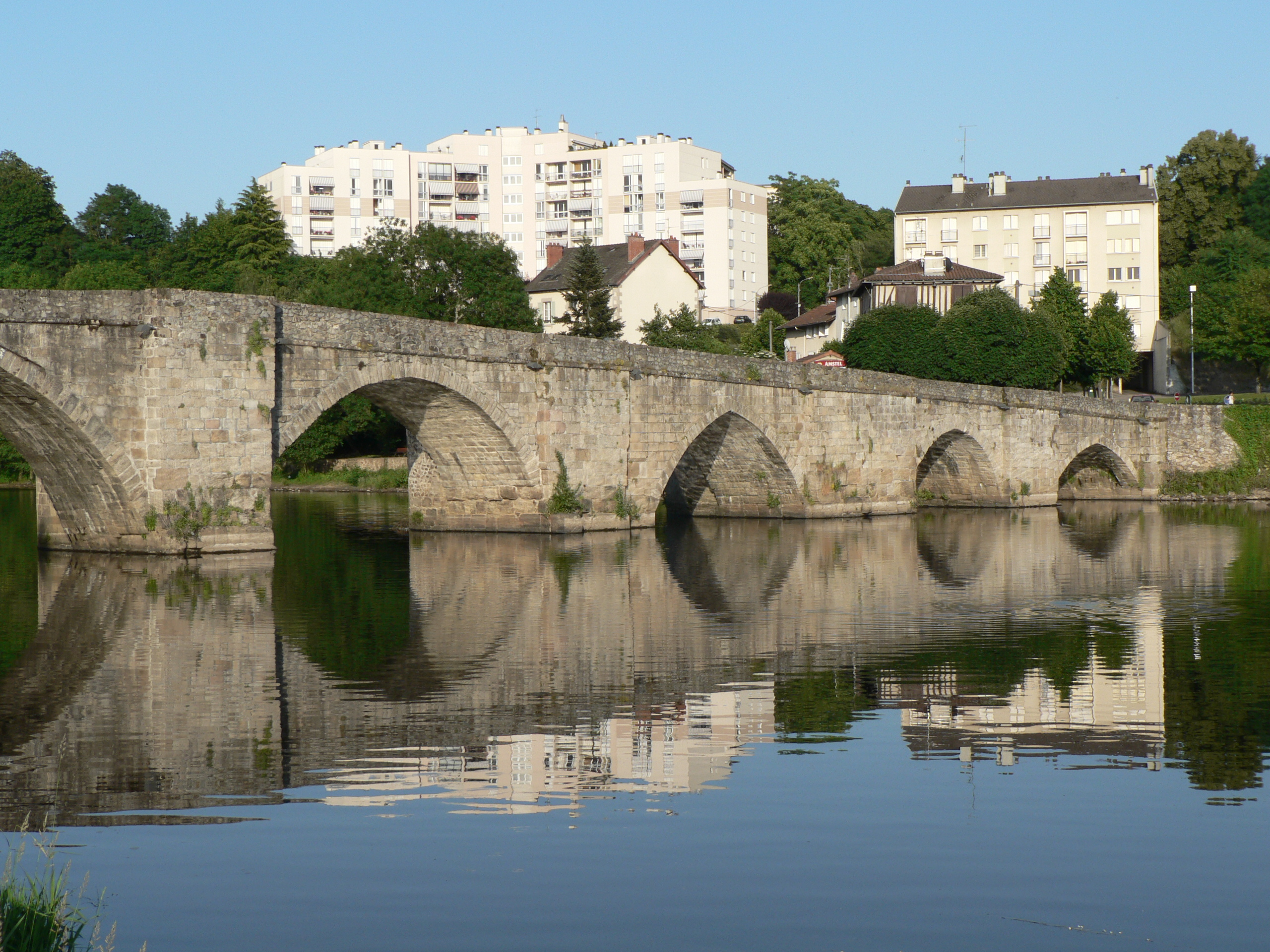
Pont Saint-Martial (XIIe siècle) à Limoges en Haute-Vienne
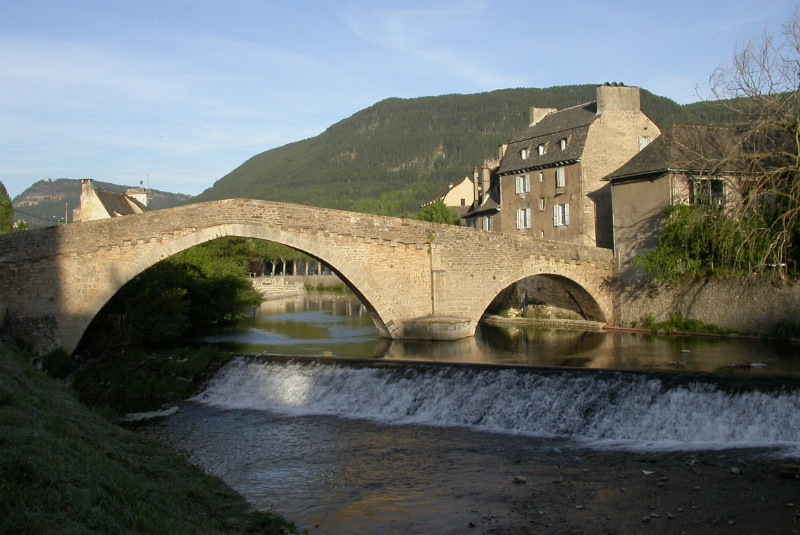
Pont Notre-Dame (XIVe siècle) à Mende en Lozère
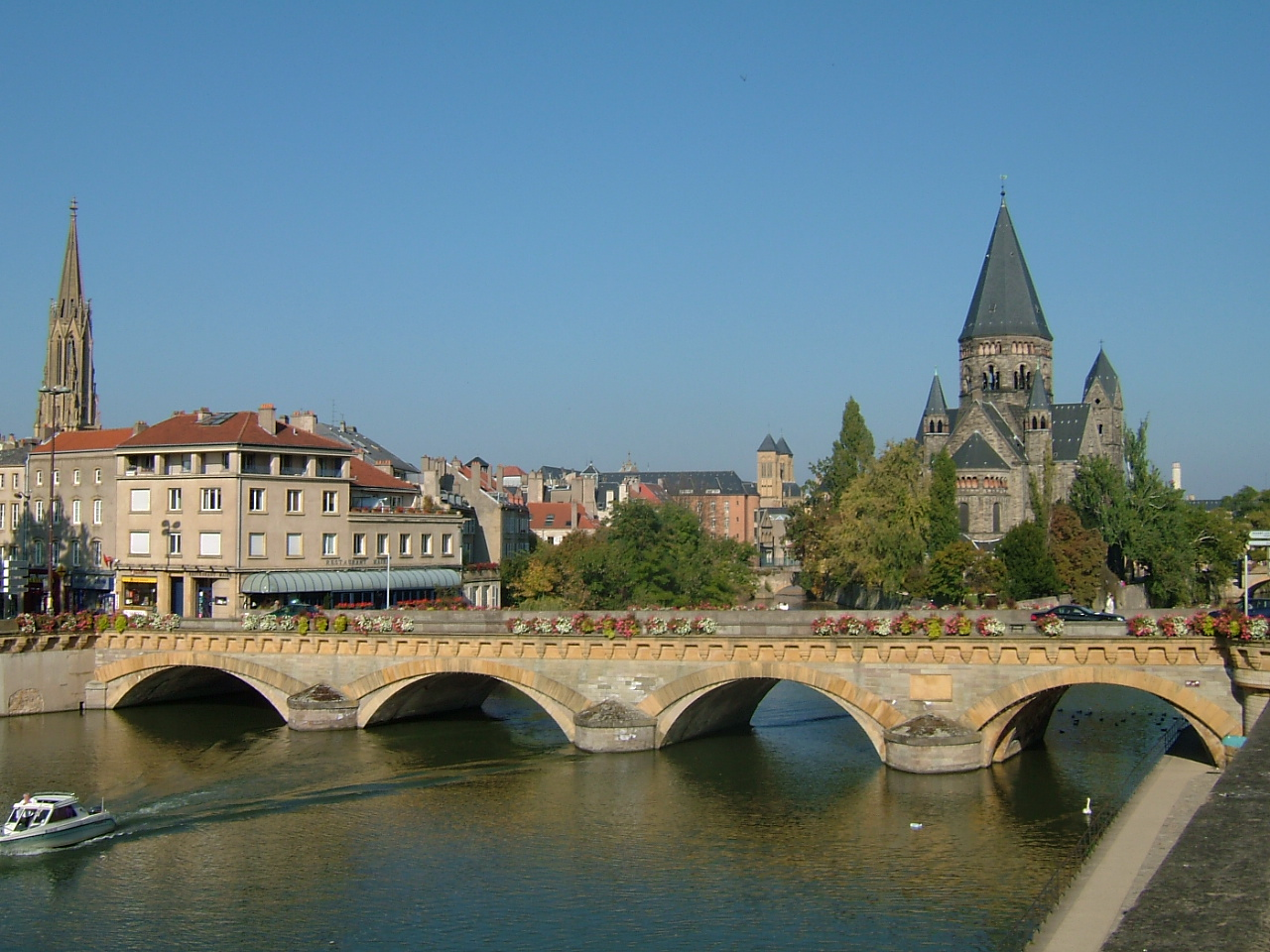
Pont des Morts (1222–1223) à Metz en Moselle
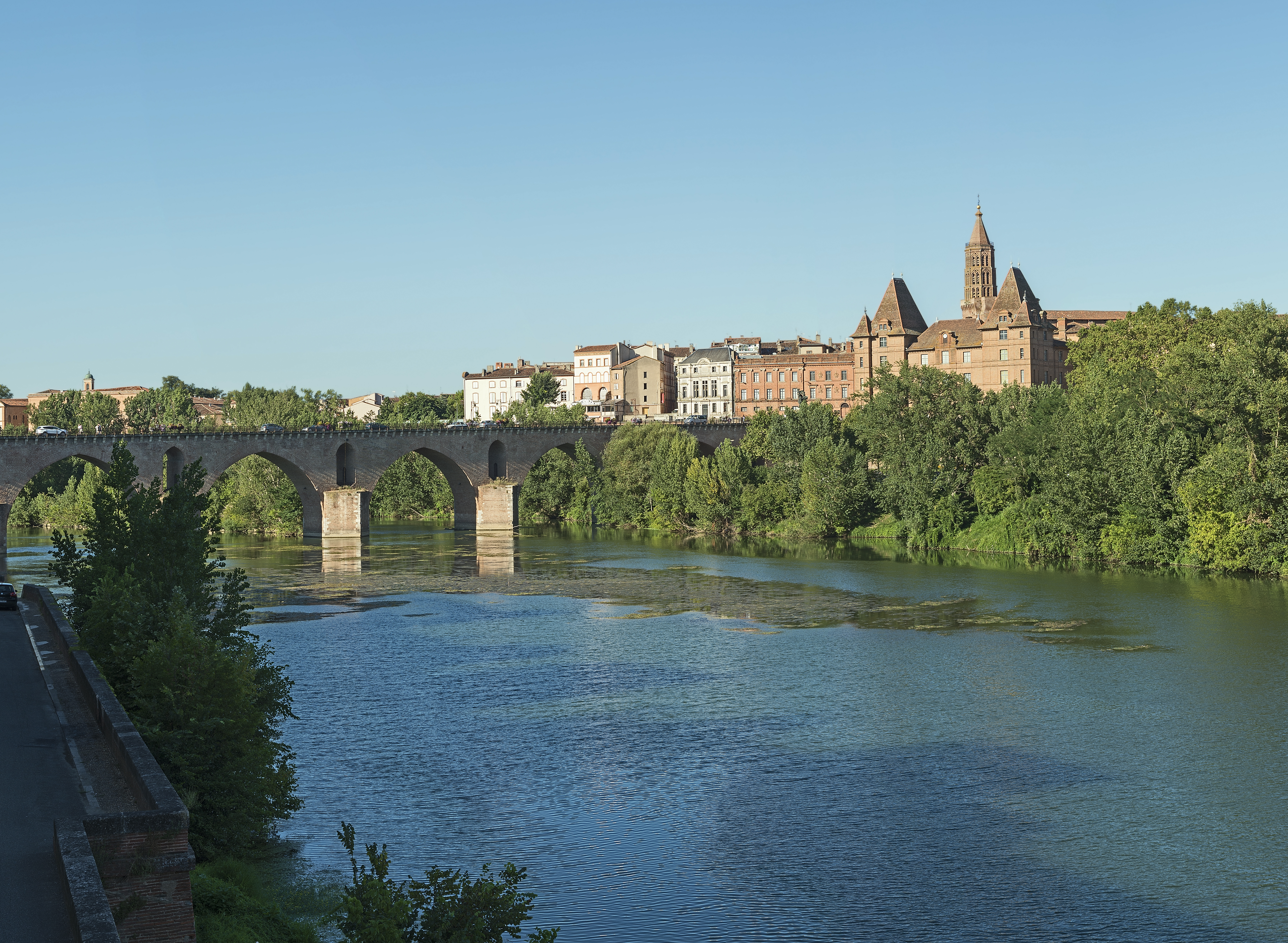
Pont à Montauban (env. 1336) en Tarn-et-Garonne
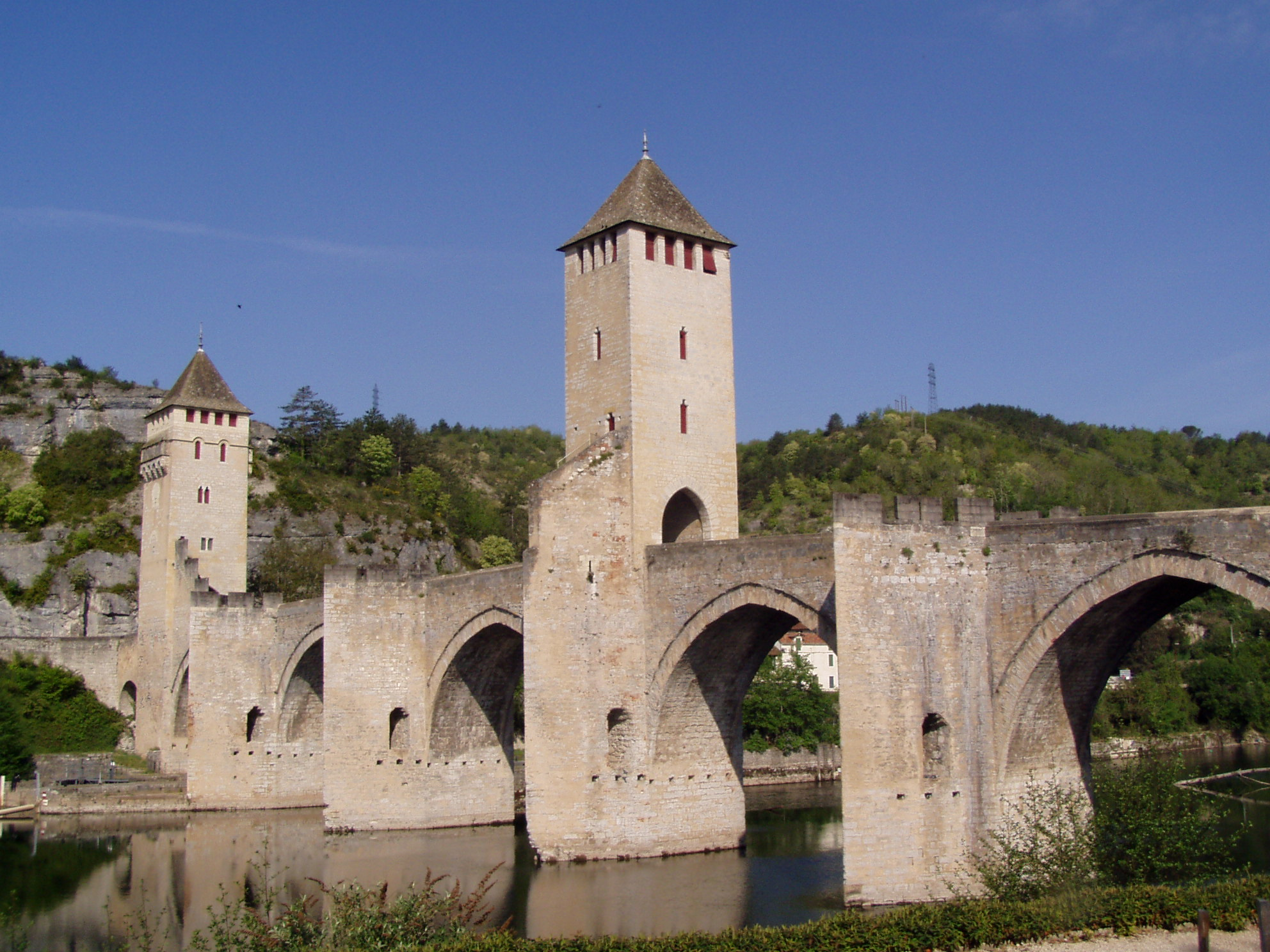
Pont Valentré (1308–env.1355) à Cahors dans le Lot
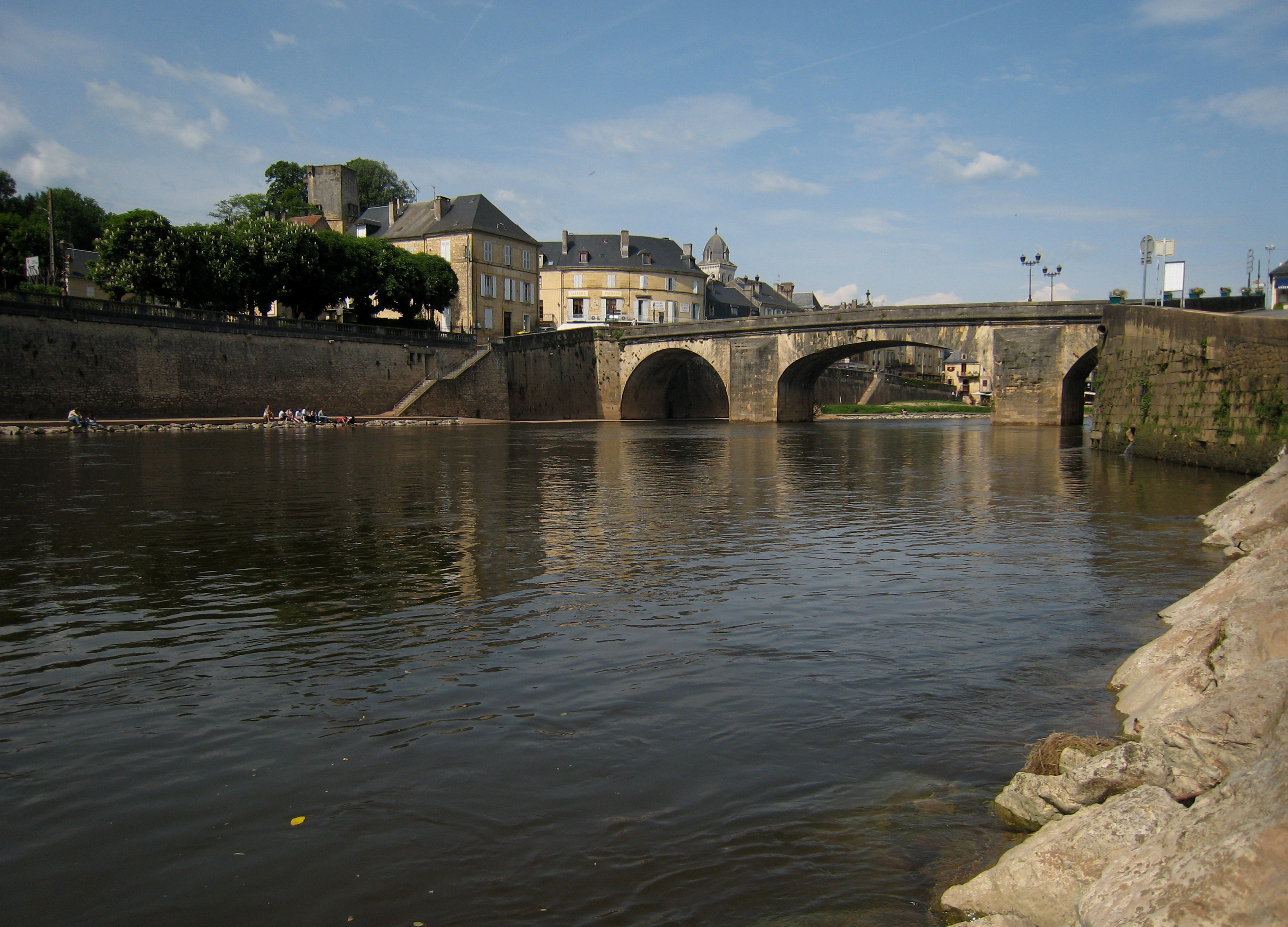
Pont à Montignac (XIe siècle) en Dordogne
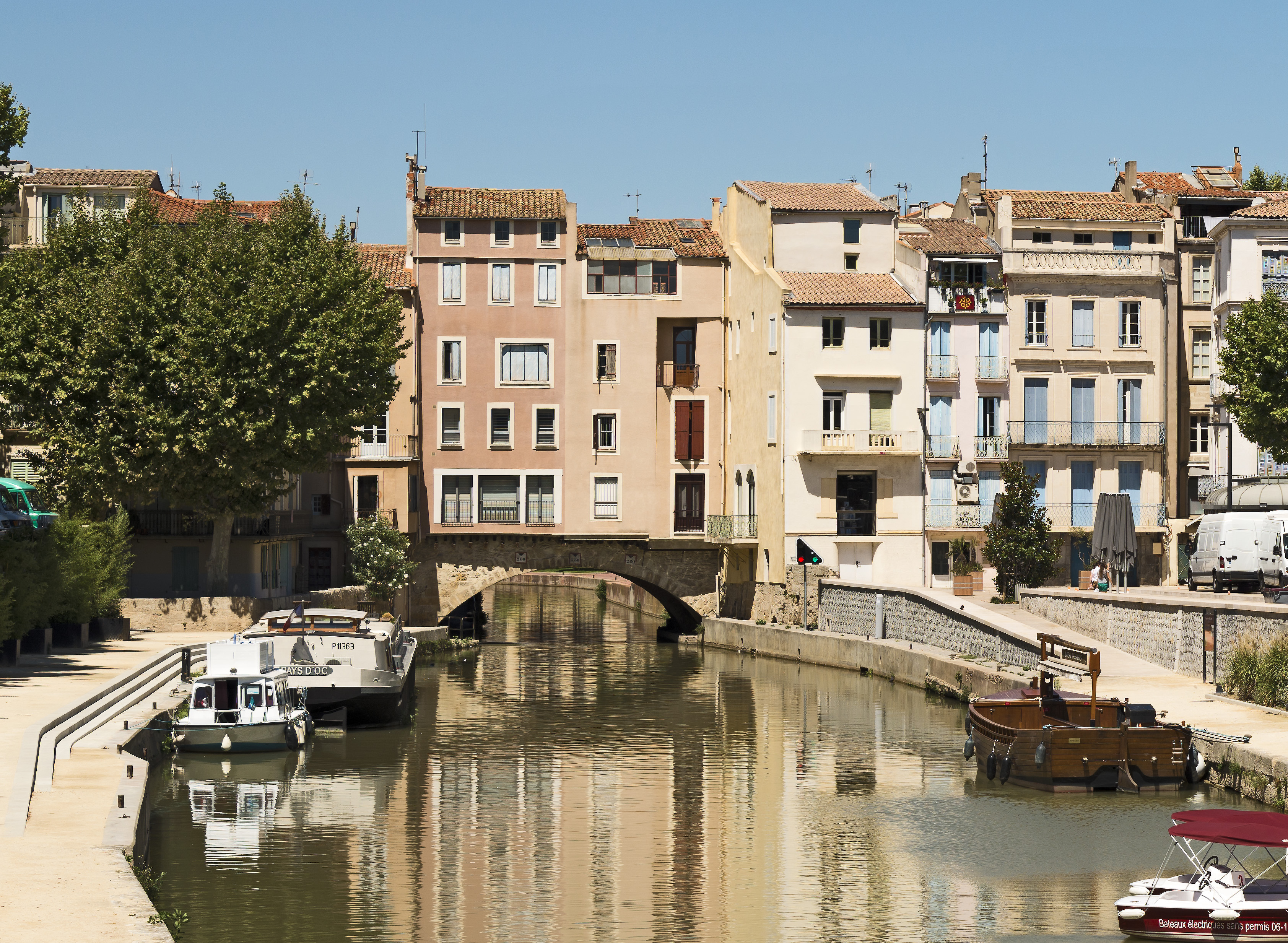
Pont des Marchands à Narbonne dans l'Aude
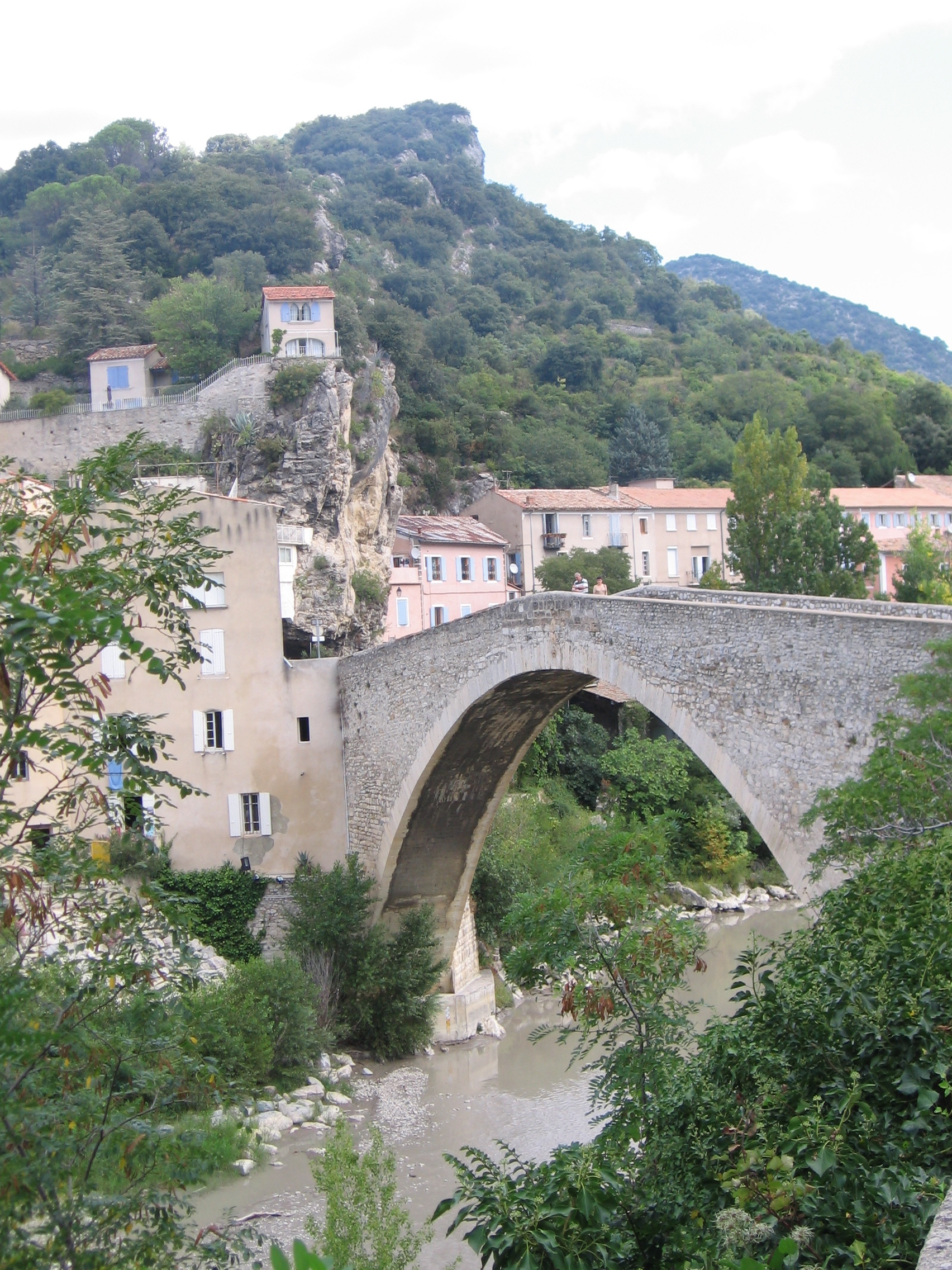
Pont de Nyons (1361) à Nyons dans la Drôme
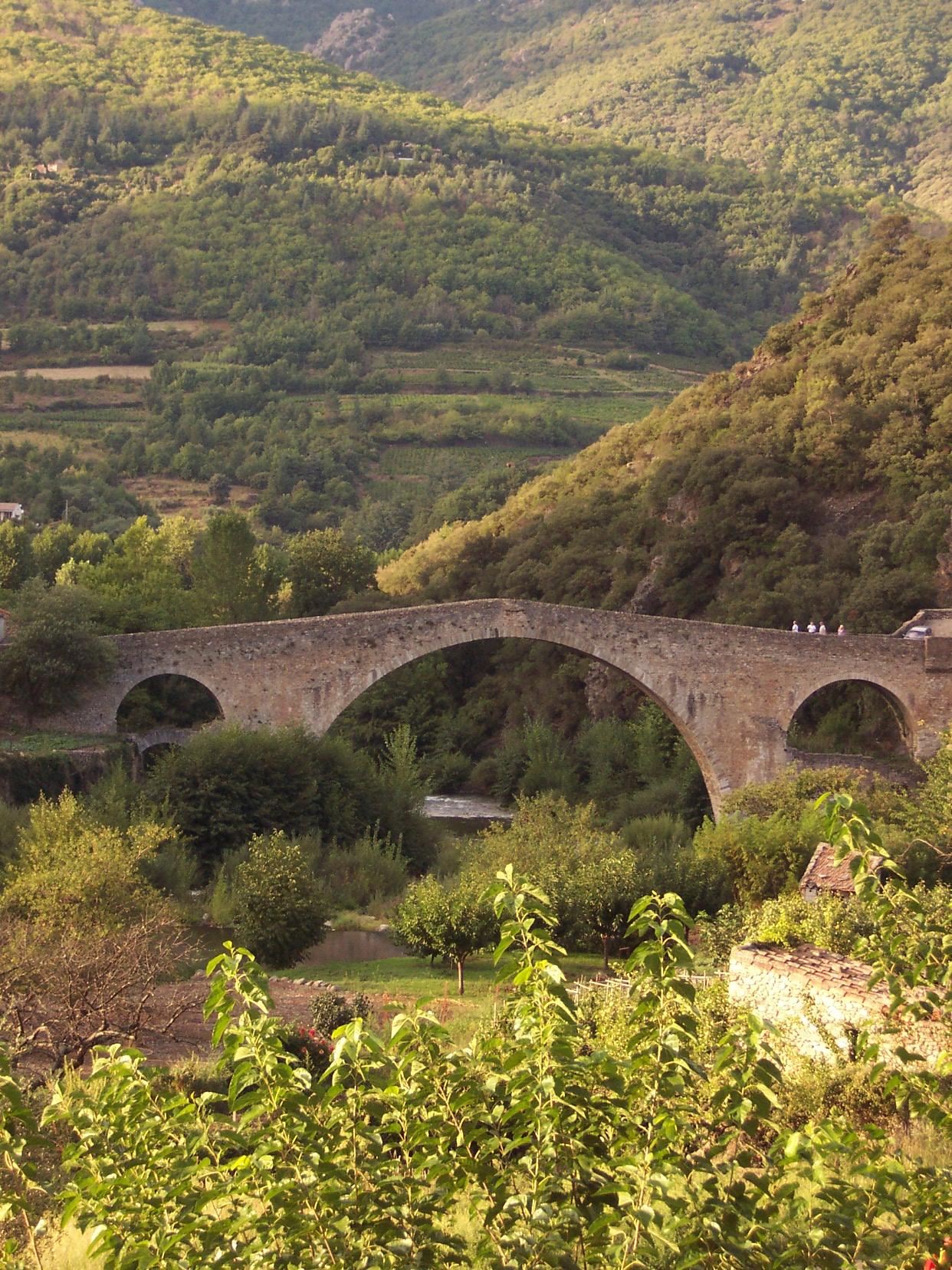
Pont du Diable (XIIe siècle) à Olargues, Hérault
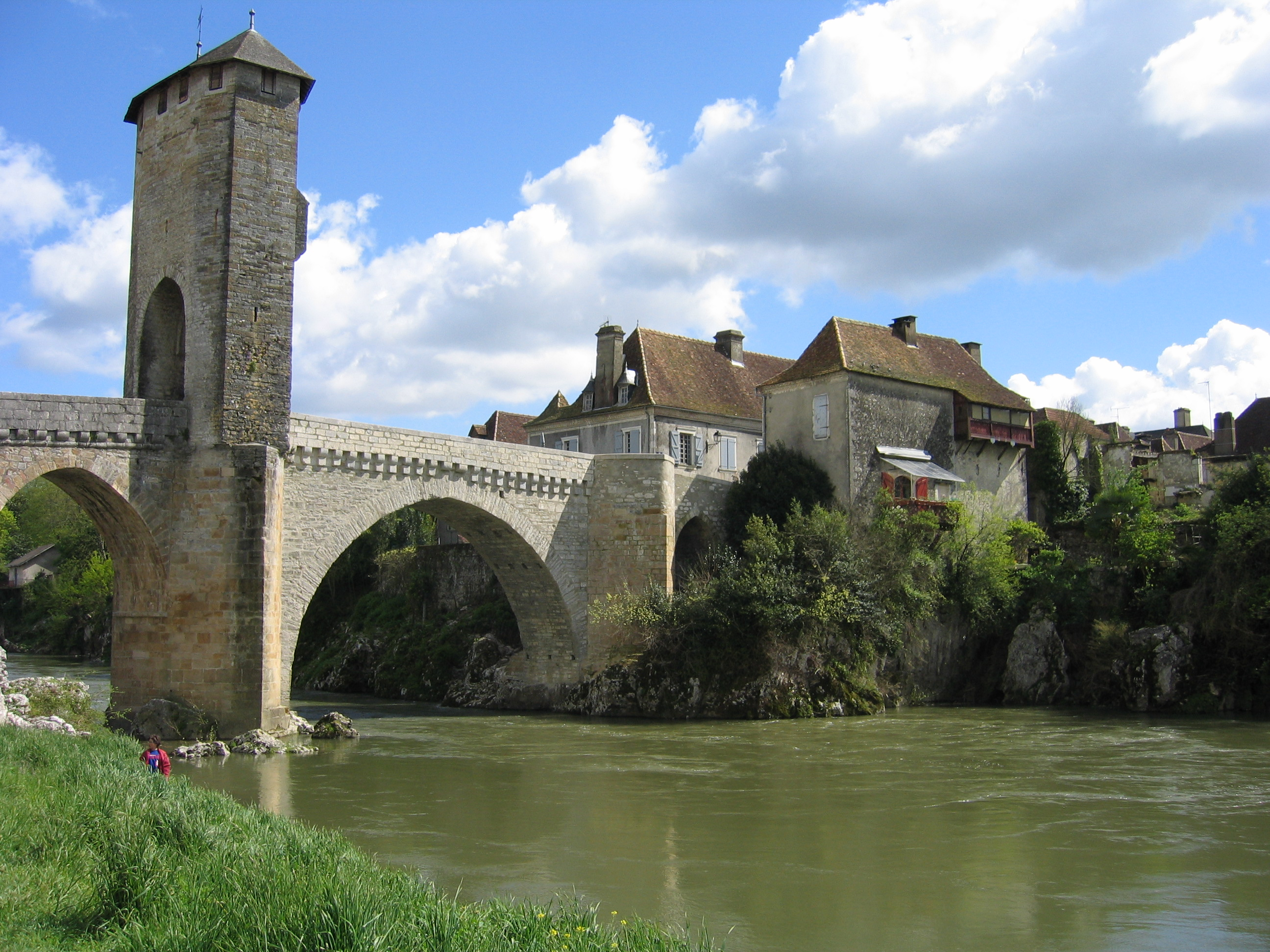
Pont à Orthez (env. 1254) dans les Pyrénées-Atlantiques
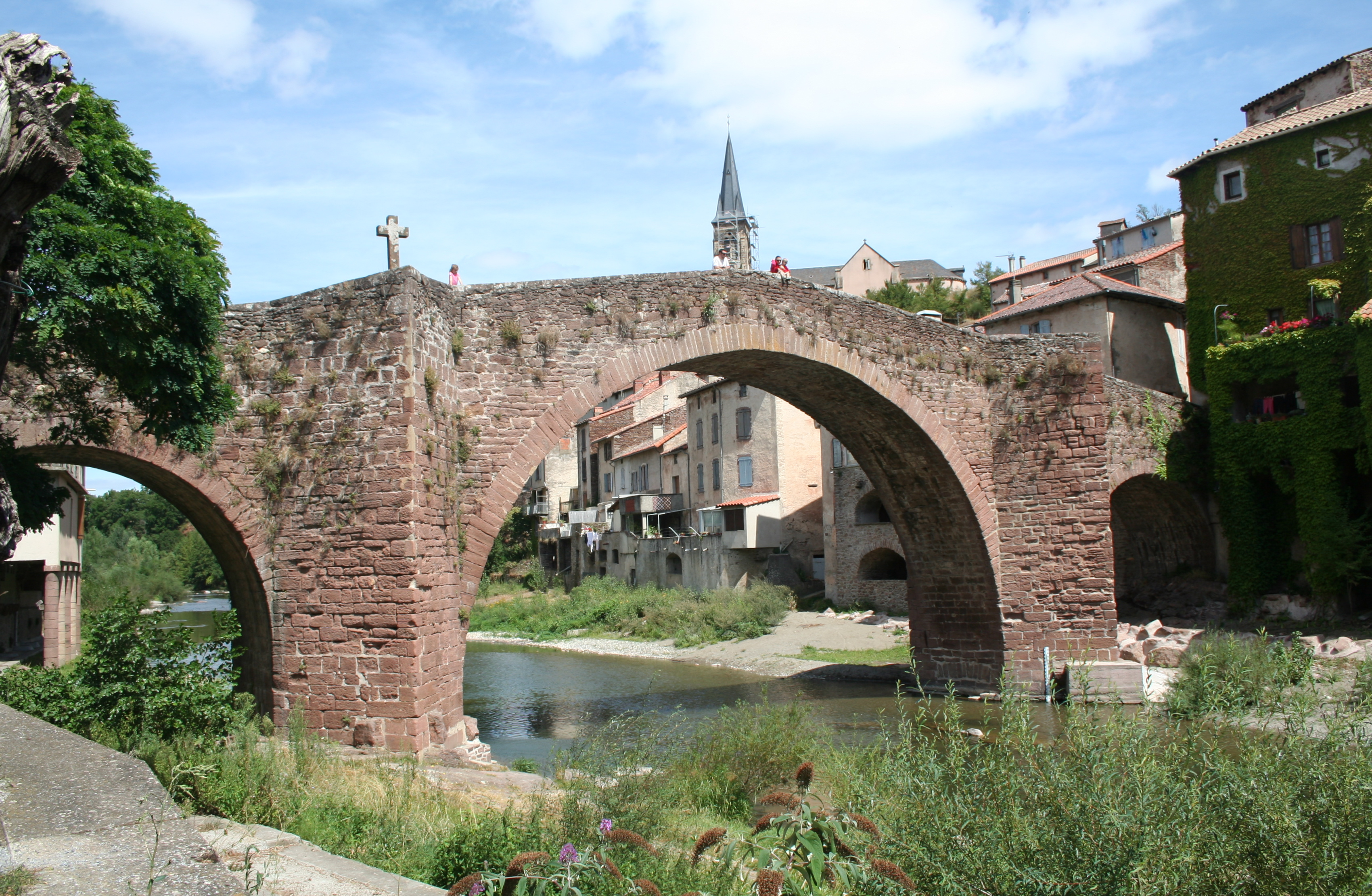
Pont de Camarès (1311) à Camarès dans l'Aveyron
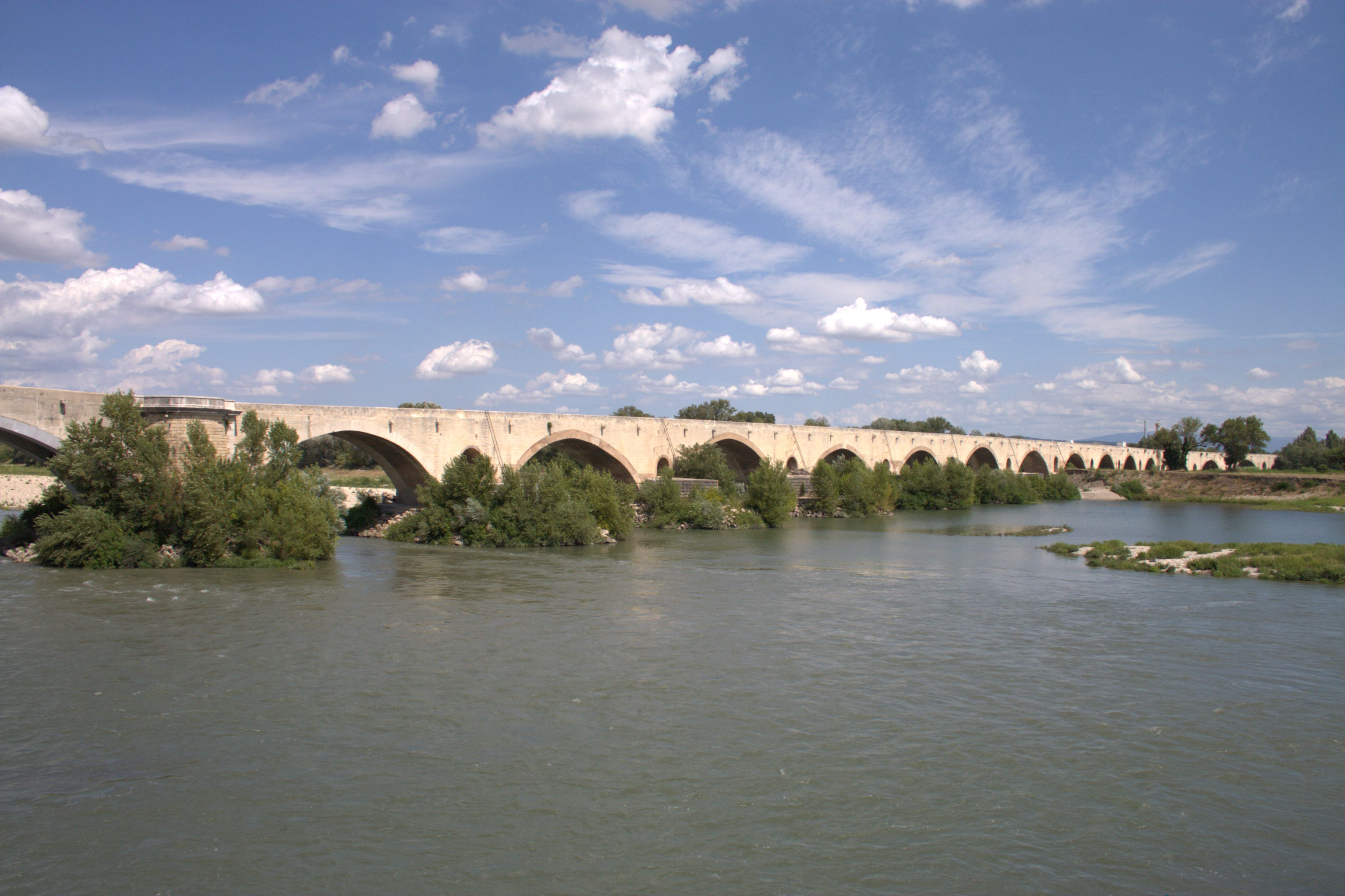
Pont à Pont-Saint-Esprit (c. en 1265) dans le Gard
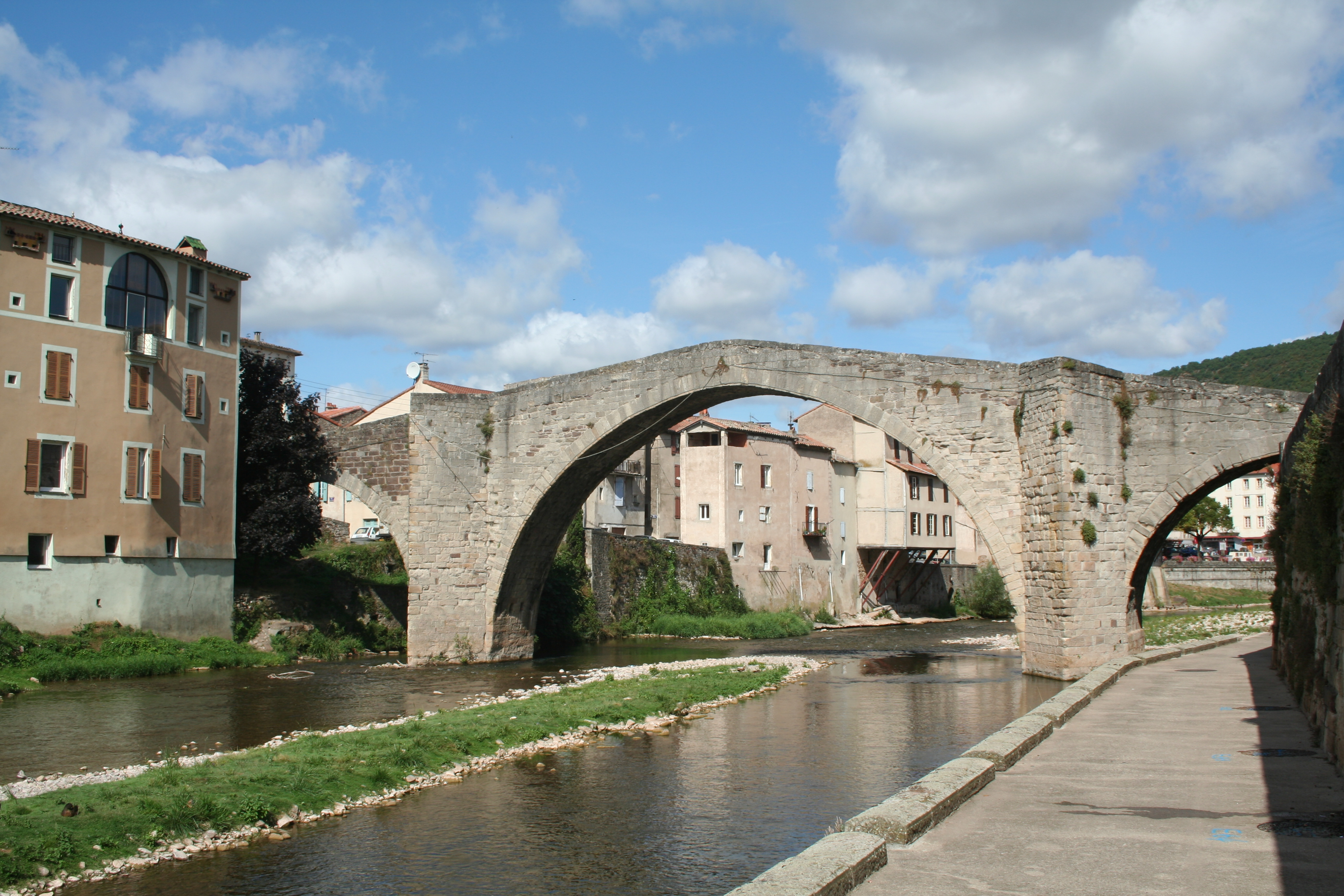
Pont à Saint-Affrique (avant 1368) dans l'Aveyron
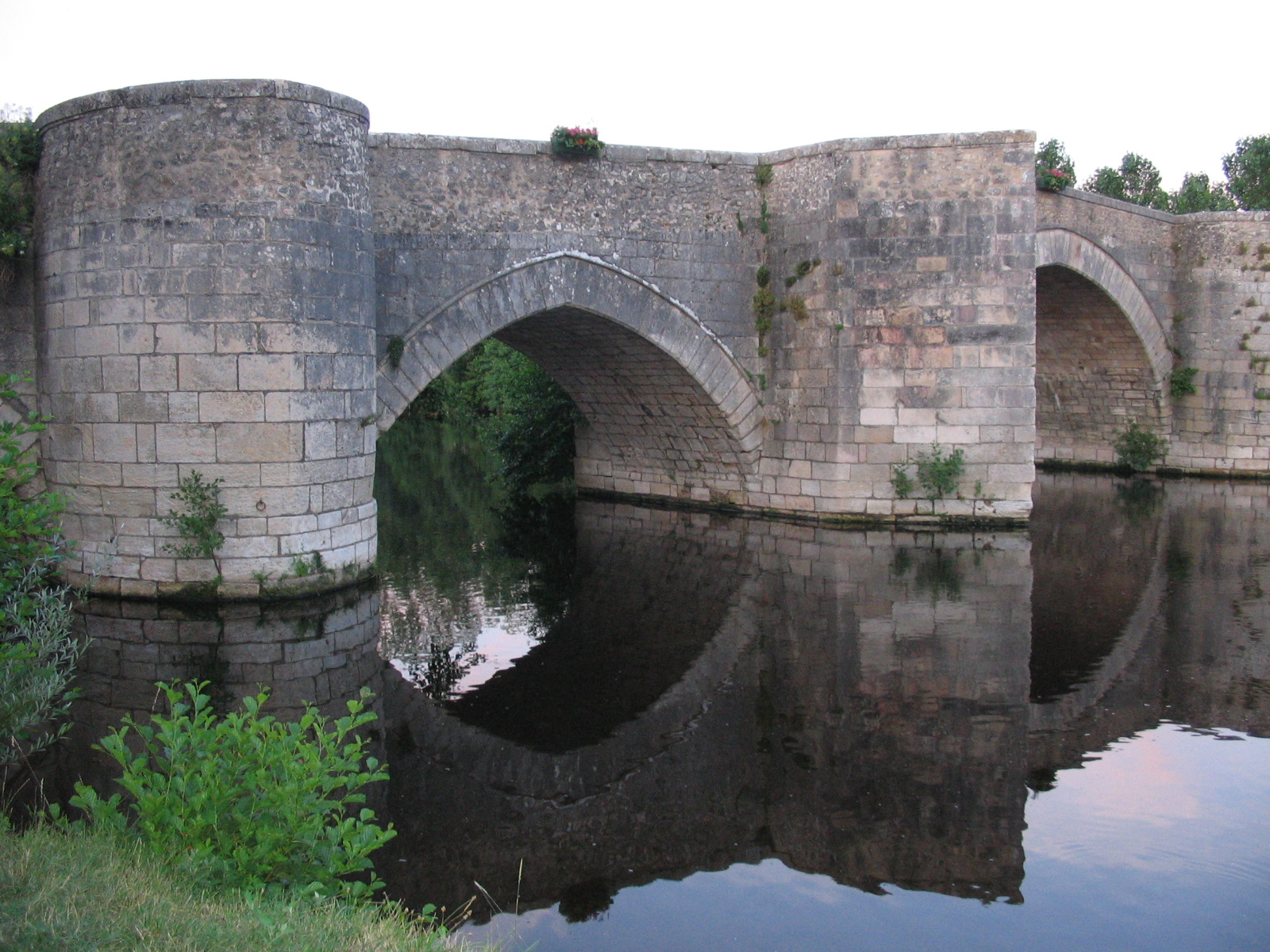
Pont à Saint-Savin sur Gartempe (environ XIIe ou XIIIe siècle) dans la Vienne